# SUPER EIGHTのライブ一覧
SUPER EIGHTのライブ一覧（スーパーエイトのライブいちらん）は、日本の男性アイドルグループ、ロックバンド・SUPER EIGHTに関するライブやイベントをまとめた項目である。
各ライブおよびイベントの詳細は各ページを参照。

## ワンマンライブ

### 2000年代
| 開始年 | 日程                            | ライブタイトル                                                        | 開催日 | 開催日 | 回数                               | 会場                                         |
| ------ | ------------------------------- | --------------------------------------------------------------------- | ------ | ------ | ---------------------------------- | -------------------------------------------- |
| 2002年 | 全19公演 12月19日 - 25日        | 関ジャニ8 X'masパーティー2002                                         | 12月   | 19日   | 2                                  | 大阪松竹座（大阪府）                         |
| 2002年 | 全19公演 12月19日 - 25日        | 関ジャニ8 X'masパーティー2002                                         | 12月   | 20日   | 3                                  | 大阪松竹座（大阪府）                         |
| 2002年 | 全19公演 12月19日 - 25日        | 関ジャニ8 X'masパーティー2002                                         | 12月   | 21日   | 3                                  | 大阪松竹座（大阪府）                         |
| 2002年 | 全19公演 12月19日 - 25日        | 関ジャニ8 X'masパーティー2002                                         | 12月   | 22日   | 3                                  | 大阪松竹座（大阪府）                         |
| 2002年 | 全19公演 12月19日 - 25日        | 関ジャニ8 X'masパーティー2002                                         | 12月   | 23日   | 3                                  | 大阪松竹座（大阪府）                         |
| 2002年 | 全19公演 12月19日 - 25日        | 関ジャニ8 X'masパーティー2002                                         | 12月   | 24日   | 3                                  | 大阪松竹座（大阪府）                         |
| 2002年 | 全19公演 12月19日 - 25日        | 関ジャニ8 X'masパーティー2002                                         | 12月   | 25日   | 2                                  | 大阪松竹座（大阪府）                         |
| 2003年 | 全21公演 12月18日 - 25日        | 関ジャニ8 X'masパーティー2003                                         | 12月   | 18日   | 1                                  | 大阪松竹座（大阪府）                         |
| 2003年 | 全21公演 12月18日 - 25日        | 関ジャニ8 X'masパーティー2003                                         | 12月   | 19日   | 2                                  | 大阪松竹座（大阪府）                         |
| 2003年 | 全21公演 12月18日 - 25日        | 関ジャニ8 X'masパーティー2003                                         | 12月   | 20日   | 3                                  | 大阪松竹座（大阪府）                         |
| 2003年 | 全21公演 12月18日 - 25日        | 関ジャニ8 X'masパーティー2003                                         | 12月   | 21日   | 3                                  | 大阪松竹座（大阪府）                         |
| 2003年 | 全21公演 12月18日 - 25日        | 関ジャニ8 X'masパーティー2003                                         | 12月   | 22日   | 3                                  | 大阪松竹座（大阪府）                         |
| 2003年 | 全21公演 12月18日 - 25日        | 関ジャニ8 X'masパーティー2003                                         | 12月   | 23日   | 3                                  | 大阪松竹座（大阪府）                         |
| 2003年 | 全21公演 12月18日 - 25日        | 関ジャニ8 X'masパーティー2003                                         | 12月   | 24日   | 3                                  | 大阪松竹座（大阪府）                         |
| 2003年 | 全21公演 12月18日 - 25日        | 関ジャニ8 X'masパーティー2003                                         | 12月   | 25日   | 3                                  | 大阪松竹座（大阪府）                         |
| 2004年 | 全3公演 11月27日                | 感謝 ni ∞ in 東京                                                     | 11月   | 27日   | 3                                  | 東京国際フォーラム（東京都）                 |
| 2004年 | 全23公演 12月18日 - 25日        | 関ジャニ∞ X'masパーティー2004                                         | 12月   | 18日   | 3                                  | 大阪松竹座（大阪府）                         |
| 2004年 | 全23公演 12月18日 - 25日        | 関ジャニ∞ X'masパーティー2004                                         | 12月   | 19日   | 3                                  | 大阪松竹座（大阪府）                         |
| 2004年 | 全23公演 12月18日 - 25日        | 関ジャニ∞ X'masパーティー2004                                         | 12月   | 20日   | 3                                  | 大阪松竹座（大阪府）                         |
| 2004年 | 全23公演 12月18日 - 25日        | 関ジャニ∞ X'masパーティー2004                                         | 12月   | 21日   | 3                                  | 大阪松竹座（大阪府）                         |
| 2004年 | 全23公演 12月18日 - 25日        | 関ジャニ∞ X'masパーティー2004                                         | 12月   | 22日   | 3                                  | 大阪松竹座（大阪府）                         |
| 2004年 | 全23公演 12月18日 - 25日        | 関ジャニ∞ X'masパーティー2004                                         | 12月   | 23日   | 3                                  | 大阪松竹座（大阪府）                         |
| 2004年 | 全23公演 12月18日 - 25日        | 関ジャニ∞ X'masパーティー2004                                         | 12月   | 24日   | 3                                  | 大阪松竹座（大阪府）                         |
| 2004年 | 全23公演 12月18日 - 25日        | 関ジャニ∞ X'masパーティー2004                                         | 12月   | 25日   | 2                                  | 大阪松竹座（大阪府）                         |
| 2005年 | 全4公演 7月30日・31日           | 関ジャニ∞ サマースペシャル2005〈前夜祭〉                              | 7月    | 30日   | 2                                  | 大阪城ホール（大阪府）                       |
| 2005年 | 全4公演 7月30日・31日           | 関ジャニ∞ サマースペシャル2005〈前夜祭〉                              | 7月    | 31日   | 2                                  | 大阪城ホール（大阪府）                       |
| 2005年 | 全38公演 8月5日 - 28日          | 関ジャニ∞ サマースペシャル2005 Magical Summer                         | 8月    | 5日    | 1                                  | 大阪松竹座（大阪府）                         |
| 2005年 | 全38公演 8月5日 - 28日          | 関ジャニ∞ サマースペシャル2005 Magical Summer                         | 8月    | 6日    | 2                                  | 大阪松竹座（大阪府）                         |
| 2005年 | 全38公演 8月5日 - 28日          | 関ジャニ∞ サマースペシャル2005 Magical Summer                         | 8月    | 7日    | 2                                  | 大阪松竹座（大阪府）                         |
| 2005年 | 全38公演 8月5日 - 28日          | 関ジャニ∞ サマースペシャル2005 Magical Summer                         | 8月    | 8日    | 1                                  | 大阪松竹座（大阪府）                         |
| 2005年 | 全38公演 8月5日 - 28日          | 関ジャニ∞ サマースペシャル2005 Magical Summer                         | 8月    | 9日    | 1                                  | 大阪松竹座（大阪府）                         |
| 2005年 | 全38公演 8月5日 - 28日          | 関ジャニ∞ サマースペシャル2005 Magical Summer                         | 8月    | 10日   | 1                                  | 大阪松竹座（大阪府）                         |
| 2005年 | 全38公演 8月5日 - 28日          | 関ジャニ∞ サマースペシャル2005 Magical Summer                         | 8月    | 11日   | 2                                  | 大阪松竹座（大阪府）                         |
| 2005年 | 全38公演 8月5日 - 28日          | 関ジャニ∞ サマースペシャル2005 Magical Summer                         | 8月    | 12日   | 2                                  | 大阪松竹座（大阪府）                         |
| 2005年 | 全38公演 8月5日 - 28日          | 関ジャニ∞ サマースペシャル2005 Magical Summer                         | 8月    | 13日   | 2                                  | 大阪松竹座（大阪府）                         |
| 2005年 | 全38公演 8月5日 - 28日          | 関ジャニ∞ サマースペシャル2005 Magical Summer                         | 8月    | 14日   | 2                                  | 大阪松竹座（大阪府）                         |
| 2005年 | 全38公演 8月5日 - 28日          | 関ジャニ∞ サマースペシャル2005 Magical Summer                         | 8月    | 15日   | 2                                  | 大阪松竹座（大阪府）                         |
| 2005年 | 全38公演 8月5日 - 28日          | 関ジャニ∞ サマースペシャル2005 Magical Summer                         | 8月    | 16日   | 2                                  | 大阪松竹座（大阪府）                         |
| 2005年 | 全38公演 8月5日 - 28日          | 関ジャニ∞ サマースペシャル2005 Magical Summer                         | 8月    | 17日   | 1                                  | 大阪松竹座（大阪府）                         |
| 2005年 | 全38公演 8月5日 - 28日          | 関ジャニ∞ サマースペシャル2005 Magical Summer                         | 8月    | 18日   | 2                                  | 大阪松竹座（大阪府）                         |
| 2005年 | 全38公演 8月5日 - 28日          | 関ジャニ∞ サマースペシャル2005 Magical Summer                         | 8月    | 19日   | 2                                  | 大阪松竹座（大阪府）                         |
| 2005年 | 全38公演 8月5日 - 28日          | 関ジャニ∞ サマースペシャル2005 Magical Summer                         | 8月    | 20日   | 2                                  | 大阪松竹座（大阪府）                         |
| 2005年 | 全38公演 8月5日 - 28日          | 関ジャニ∞ サマースペシャル2005 Magical Summer                         | 8月    | 21日   | 2                                  | 大阪松竹座（大阪府）                         |
| 2005年 | 全38公演 8月5日 - 28日          | 関ジャニ∞ サマースペシャル2005 Magical Summer                         | 8月    | 22日   | 1                                  | 大阪松竹座（大阪府）                         |
| 2005年 | 全38公演 8月5日 - 28日          | 関ジャニ∞ サマースペシャル2005 Magical Summer                         | 8月    | 24日   | 1                                  | 大阪松竹座（大阪府）                         |
| 2005年 | 全38公演 8月5日 - 28日          | 関ジャニ∞ サマースペシャル2005 Magical Summer                         | 8月    | 25日   | 2                                  | 大阪松竹座（大阪府）                         |
| 2005年 | 全38公演 8月5日 - 28日          | 関ジャニ∞ サマースペシャル2005 Magical Summer                         | 8月    | 26日   | 2                                  | 大阪松竹座（大阪府）                         |
| 2005年 | 全38公演 8月5日 - 28日          | 関ジャニ∞ サマースペシャル2005 Magical Summer                         | 8月    | 27日   | 2                                  | 大阪松竹座（大阪府）                         |
| 2005年 | 全38公演 8月5日 - 28日          | 関ジャニ∞ サマースペシャル2005 Magical Summer                         | 8月    | 28日   | 2                                  | 大阪松竹座（大阪府）                         |
| 2005年 | 全26公演 12月16日 - 25日        | 関ジャニ∞ X'masパーティー2005                                         | 12月   | 16日   | 2                                  | 大阪松竹座（大阪府）                         |
| 2005年 | 全26公演 12月16日 - 25日        | 関ジャニ∞ X'masパーティー2005                                         | 12月   | 17日   | 3                                  | 大阪松竹座（大阪府）                         |
| 2005年 | 全26公演 12月16日 - 25日        | 関ジャニ∞ X'masパーティー2005                                         | 12月   | 18日   | 3                                  | 大阪松竹座（大阪府）                         |
| 2005年 | 全26公演 12月16日 - 25日        | 関ジャニ∞ X'masパーティー2005                                         | 12月   | 19日   | 2                                  | 大阪松竹座（大阪府）                         |
| 2005年 | 全26公演 12月16日 - 25日        | 関ジャニ∞ X'masパーティー2005                                         | 12月   | 20日   | 3                                  | 大阪松竹座（大阪府）                         |
| 2005年 | 全26公演 12月16日 - 25日        | 関ジャニ∞ X'masパーティー2005                                         | 12月   | 21日   | 3                                  | 大阪松竹座（大阪府）                         |
| 2005年 | 全26公演 12月16日 - 25日        | 関ジャニ∞ X'masパーティー2005                                         | 12月   | 22日   | 3                                  | 大阪松竹座（大阪府）                         |
| 2005年 | 全26公演 12月16日 - 25日        | 関ジャニ∞ X'masパーティー2005                                         | 12月   | 23日   | 3                                  | 大阪松竹座（大阪府）                         |
| 2005年 | 全26公演 12月16日 - 25日        | 関ジャニ∞ X'masパーティー2005                                         | 12月   | 24日   | 3                                  | 大阪松竹座（大阪府）                         |
| 2005年 | 全26公演 12月16日 - 25日        | 関ジャニ∞ X'masパーティー2005                                         | 12月   | 25日   | 2                                  | 大阪松竹座（大阪府）                         |
| 2006年 | 全20公演 5月3日 - 6月4日        | 関ジャニ∞ CONCERT TOUR 2006 Funky Tokyo Osaka Nagoya                  | 5月    | 3日    | 3                                  | 大阪城ホール（大阪府）                       |
| 2006年 | 全20公演 5月3日 - 6月4日        | 関ジャニ∞ CONCERT TOUR 2006 Funky Tokyo Osaka Nagoya                  | 5月    | 4日    | 3                                  | 大阪城ホール（大阪府）                       |
| 2006年 | 全20公演 5月3日 - 6月4日        | 関ジャニ∞ CONCERT TOUR 2006 Funky Tokyo Osaka Nagoya                  | 5月    | 5日    | 3                                  | 大阪城ホール（大阪府）                       |
| 2006年 | 全20公演 5月3日 - 6月4日        | 関ジャニ∞ CONCERT TOUR 2006 Funky Tokyo Osaka Nagoya                  | 5月    | 20日   | 1                                  | 名古屋市総合体育館レインボーホール（愛知県） |
| 2006年 | 全20公演 5月3日 - 6月4日        | 関ジャニ∞ CONCERT TOUR 2006 Funky Tokyo Osaka Nagoya                  | 5月    | 21日   | 3                                  | 名古屋市総合体育館レインボーホール（愛知県） |
| 2006年 | 全20公演 5月3日 - 6月4日        | 関ジャニ∞ CONCERT TOUR 2006 Funky Tokyo Osaka Nagoya                  | 6月    | 2日    | 1                                  | 国立代々木競技場第一体育館（東京都）         |
| 2006年 | 全20公演 5月3日 - 6月4日        | 関ジャニ∞ CONCERT TOUR 2006 Funky Tokyo Osaka Nagoya                  | 6月    | 3日    | 3                                  | 国立代々木競技場第一体育館（東京都）         |
| 2006年 | 全20公演 5月3日 - 6月4日        | 関ジャニ∞ CONCERT TOUR 2006 Funky Tokyo Osaka Nagoya                  | 6月    | 4日    | 3                                  | 国立代々木競技場第一体育館（東京都）         |
| 2006年 | 全26公演 9月9日 - 10月28日      | 関ジャニ∞ 全国1-st tour 2∞6                                           | 9月    | 9日    | 2                                  | 仙台サンプラザホール（宮城県）               |
| 2006年 | 全26公演 9月9日 - 10月28日      | 関ジャニ∞ 全国1-st tour 2∞6                                           | 9月    | 10日   | 3                                  | 仙台サンプラザホール（宮城県）               |
| 2006年 | 全26公演 9月9日 - 10月28日      | 関ジャニ∞ 全国1-st tour 2∞6                                           | 9月    | 16日   | 2                                  | フェニックス・プラザ（福井県）               |
| 2006年 | 全26公演 9月9日 - 10月28日      | 関ジャニ∞ 全国1-st tour 2∞6                                           | 9月    | 18日   | 2                                  | 富山市芸術文化ホール（富山県）               |
| 2006年 | 全26公演 9月9日 - 10月28日      | 関ジャニ∞ 全国1-st tour 2∞6                                           | 9月    | 24日   | 2                                  | 真駒内屋内競技場（北海道）                   |
| 2006年 | 全26公演 9月9日 - 10月28日      | 関ジャニ∞ 全国1-st tour 2∞6                                           | 9月    | 29日   | 1                                  | 広島厚生年金会館（広島県）                   |
| 2006年 | 全26公演 9月9日 - 10月28日      | 関ジャニ∞ 全国1-st tour 2∞6                                           | 9月    | 30日   | 3                                  | 広島厚生年金会館（広島県）                   |
| 2006年 | 全26公演 9月9日 - 10月28日      | 関ジャニ∞ 全国1-st tour 2∞6                                           | 10月   | 1日    | 2                                  | ビッグハット（長野県）                       |
| 2006年 | 全26公演 9月9日 - 10月28日      | 関ジャニ∞ 全国1-st tour 2∞6                                           | 10月   | 6日    | 1                                  | 福岡サンパレス（福岡県）                     |
| 2006年 | 全26公演 9月9日 - 10月28日      | 関ジャニ∞ 全国1-st tour 2∞6                                           | 10月   | 7日    | 3                                  | 福岡サンパレス（福岡県）                     |
| 2006年 | 全26公演 9月9日 - 10月28日      | 関ジャニ∞ 全国1-st tour 2∞6                                           | 10月   | 9日    | 2                                  | 鹿児島市民文化ホール（鹿児島県）             |
| 2006年 | 全26公演 9月9日 - 10月28日      | 関ジャニ∞ 全国1-st tour 2∞6                                           | 10月   | 14日   | 2                                  | 三重県文化会館（三重県）                     |
| 2006年 | 全26公演 9月9日 - 10月28日      | 関ジャニ∞ 全国1-st tour 2∞6                                           | 10月   | 15日   | 3                                  | 三重県文化会館（三重県）                     |
| 2006年 | 全26公演 9月9日 - 10月28日      | 関ジャニ∞ 全国1-st tour 2∞6                                           | 10月   | 22日   | 3                                  | 山梨県立県民文化ホール（山梨県）             |
| 2006年 | 全26公演 9月9日 - 10月28日      | 関ジャニ∞ 全国1-st tour 2∞6                                           | 10月   | 27日   | 2                                  | ワールド記念ホール（兵庫県）                 |
| 2006年 | 全26公演 9月9日 - 10月28日      | 関ジャニ∞ 全国1-st tour 2∞6                                           | 10月   | 28日   | 3                                  | ワールド記念ホール（兵庫県）                 |
| 2006年 | 全20公演 12月2日 - 29日         | 関ジャニ∞ KAN FU FIGHTING 全国ツアー 2006 第2弾                       | 12月   | 2日    | 1                                  | マリンメッセ福岡（福岡県）                   |
| 2006年 | 全20公演 12月2日 - 29日         | 関ジャニ∞ KAN FU FIGHTING 全国ツアー 2006 第2弾                       | 12月   | 3日    | 2                                  | マリンメッセ福岡（福岡県）                   |
| 2006年 | 全20公演 12月2日 - 29日         | 関ジャニ∞ KAN FU FIGHTING 全国ツアー 2006 第2弾                       | 12月   | 10日   | 2                                  | 真駒内屋内競技場（北海道）                   |
| 2006年 | 全20公演 12月2日 - 29日         | 関ジャニ∞ KAN FU FIGHTING 全国ツアー 2006 第2弾                       | 12月   | 16日   | 1                                  | 石川県産業展示館（石川県）                   |
| 2006年 | 全20公演 12月2日 - 29日         | 関ジャニ∞ KAN FU FIGHTING 全国ツアー 2006 第2弾                       | 12月   | 17日   | 2                                  | 石川県産業展示館（石川県）                   |
| 2006年 | 全20公演 12月2日 - 29日         | 関ジャニ∞ KAN FU FIGHTING 全国ツアー 2006 第2弾                       | 12月   | 22日   | 2                                  | 広島県立総合体育館（広島県）                 |
| 2006年 | 全20公演 12月2日 - 29日         | 関ジャニ∞ KAN FU FIGHTING 全国ツアー 2006 第2弾                       | 12月   | 25日   | 1                                  | 名古屋市総合体育館レインボーホール（愛知県） |
| 2006年 | 全20公演 12月2日 - 29日         | 関ジャニ∞ KAN FU FIGHTING 全国ツアー 2006 第2弾                       | 12月   | 26日   | 2                                  | 名古屋市総合体育館レインボーホール（愛知県） |
| 2006年 | 全20公演 12月2日 - 29日         | 関ジャニ∞ KAN FU FIGHTING 全国ツアー 2006 第2弾                       | 12月   | 27日   | 1                                  | 横浜アリーナ（神奈川県）                     |
| 2006年 | 全20公演 12月2日 - 29日         | 関ジャニ∞ KAN FU FIGHTING 全国ツアー 2006 第2弾                       | 12月   | 28日   | 2                                  | 横浜アリーナ（神奈川県）                     |
| 2006年 | 全20公演 12月2日 - 29日         | 関ジャニ∞ KAN FU FIGHTING 全国ツアー 2006 第2弾                       | 12月   | 29日   | 2                                  | 横浜アリーナ（神奈川県）                     |
| 2007年 | 全3公演 2月24日・25日           | 関ジャニ∞ えイトっ!ホンマ!?ビックリ!! ドームコンサート in OSAKA       | 2月    | 24日   | 1                                  | 京セラドーム大阪（大阪府）                   |
| 2007年 | 全3公演 2月24日・25日           | 関ジャニ∞ えイトっ!ホンマ!?ビックリ!! ドームコンサート in OSAKA       | 2月    | 25日   | 2                                  | 京セラドーム大阪（大阪府）                   |
| 2007年 | 全113公演 5月3日 - 9月30日      | 全国47都道府県 完全制覇!!関ジャニ∞ えっ!ホンマ!?ビックリ!! TOUR 2007  | 5月    | 3日    | 2                                  | 横浜アリーナ（神奈川県）                     |
| 2007年 | 全113公演 5月3日 - 9月30日      | 全国47都道府県 完全制覇!!関ジャニ∞ えっ!ホンマ!?ビックリ!! TOUR 2007  | 5月    | 4日    | 2                                  | 横浜アリーナ（神奈川県）                     |
| 2007年 | 全113公演 5月3日 - 9月30日      | 全国47都道府県 完全制覇!!関ジャニ∞ えっ!ホンマ!?ビックリ!! TOUR 2007  | 5月    | 5日    | 2                                  | 横浜アリーナ（神奈川県）                     |
| 2007年 | 全113公演 5月3日 - 9月30日      | 全国47都道府県 完全制覇!!関ジャニ∞ えっ!ホンマ!?ビックリ!! TOUR 2007  | 5月    | 6日    | 2                                  | 横浜アリーナ（神奈川県）                     |
| 2007年 | 全113公演 5月3日 - 9月30日      | 全国47都道府県 完全制覇!!関ジャニ∞ えっ!ホンマ!?ビックリ!! TOUR 2007  | 5月    | 13日   | 2                                  | 滋賀県立芸術劇場（滋賀県）                   |
| 2007年 | 全113公演 5月3日 - 9月30日      | 全国47都道府県 完全制覇!!関ジャニ∞ えっ!ホンマ!?ビックリ!! TOUR 2007  | 5月    | 19日   | 2                                  | 三重県文化会館（三重県）                     |
| 2007年 | 全113公演 5月3日 - 9月30日      | 全国47都道府県 完全制覇!!関ジャニ∞ えっ!ホンマ!?ビックリ!! TOUR 2007  | 5月    | 20日   | 2                                  | なら100年会館（奈良県）                      |
| 2007年 | 全113公演 5月3日 - 9月30日      | 全国47都道府県 完全制覇!!関ジャニ∞ えっ!ホンマ!?ビックリ!! TOUR 2007  | 5月    | 26日   | 2                                  | 大分県立総合文化センター（大分県）           |
| 2007年 | 全113公演 5月3日 - 9月30日      | 全国47都道府県 完全制覇!!関ジャニ∞ えっ!ホンマ!?ビックリ!! TOUR 2007  | 5月    | 27日   | 2                                  | 長崎ブリックホール（長崎県）                 |
| 2007年 | 全113公演 5月3日 - 9月30日      | 全国47都道府県 完全制覇!!関ジャニ∞ えっ!ホンマ!?ビックリ!! TOUR 2007  | 6月    | 2日    | 2                                  | 朱鷺メッセ（新潟県）                         |
| 2007年 | 全113公演 5月3日 - 9月30日      | 全国47都道府県 完全制覇!!関ジャニ∞ えっ!ホンマ!?ビックリ!! TOUR 2007  | 6月    | 9日    | 2                                  | 和歌山県民文化会館（和歌山県）               |
| 2007年 | 全113公演 5月3日 - 9月30日      | 全国47都道府県 完全制覇!!関ジャニ∞ えっ!ホンマ!?ビックリ!! TOUR 2007  | 6月    | 10日   | 2                                  | 神戸国際会館こくさいホール（兵庫県）         |
| 2007年 | 全113公演 5月3日 - 9月30日      | 全国47都道府県 完全制覇!!関ジャニ∞ えっ!ホンマ!?ビックリ!! TOUR 2007  | 6月    | 23日   | 2                                  | サンドーム福井（福井県）                     |
| 2007年 | 全113公演 5月3日 - 9月30日      | 全国47都道府県 完全制覇!!関ジャニ∞ えっ!ホンマ!?ビックリ!! TOUR 2007  | 6月    | 24日   | 2                                  | 京都会館（京都府）                           |
| 2007年 | 全113公演 5月3日 - 9月30日      | 全国47都道府県 完全制覇!!関ジャニ∞ えっ!ホンマ!?ビックリ!! TOUR 2007  | 6月    | 30日   | 1                                  | ホットハウススーパーアリーナ（宮城県）       |
| 2007年 | 全113公演 5月3日 - 9月30日      | 全国47都道府県 完全制覇!!関ジャニ∞ えっ!ホンマ!?ビックリ!! TOUR 2007  | 7月    | 1日    | 2                                  | ホットハウススーパーアリーナ（宮城県）       |
| 2007年 | 全113公演 5月3日 - 9月30日      | 全国47都道府県 完全制覇!!関ジャニ∞ えっ!ホンマ!?ビックリ!! TOUR 2007  | 7月    | 7日    | 2                                  | 銚子市青少年文化会館（千葉県）               |
| 2007年 | 全113公演 5月3日 - 9月30日      | 全国47都道府県 完全制覇!!関ジャニ∞ えっ!ホンマ!?ビックリ!! TOUR 2007  | 7月    | 8日    | 2                                  | 日立市民会館（茨城県）                       |
| 2007年 | 全113公演 5月3日 - 9月30日      | 全国47都道府県 完全制覇!!関ジャニ∞ えっ!ホンマ!?ビックリ!! TOUR 2007  | 7月    | 14日   | 2                                  | 川越市市民会館（埼玉県）                     |
| 2007年 | 全113公演 5月3日 - 9月30日      | 全国47都道府県 完全制覇!!関ジャニ∞ えっ!ホンマ!?ビックリ!! TOUR 2007  | 7月    | 15日   | 2                                  | 東京エレクトロン韮崎文化ホール（山梨県）     |
| 2007年 | 全113公演 5月3日 - 9月30日      | 全国47都道府県 完全制覇!!関ジャニ∞ えっ!ホンマ!?ビックリ!! TOUR 2007  | 7月    | 20日   | 2                                  | 倉敷市民会館（岡山県）                       |
| 2007年 | 全113公演 5月3日 - 9月30日      | 全国47都道府県 完全制覇!!関ジャニ∞ えっ!ホンマ!?ビックリ!! TOUR 2007  | 7月    | 21日   | 1                                  | 広島グリーンアリーナ（広島県）               |
| 2007年 | 全113公演 5月3日 - 9月30日      | 全国47都道府県 完全制覇!!関ジャニ∞ えっ!ホンマ!?ビックリ!! TOUR 2007  | 7月    | 22日   | 2                                  | 広島グリーンアリーナ（広島県）               |
| 2007年 | 全113公演 5月3日 - 9月30日      | 全国47都道府県 完全制覇!!関ジャニ∞ えっ!ホンマ!?ビックリ!! TOUR 2007  | 7月    | 24日   | 2                                  | 金沢市観光会館（石川県）                     |
| 2007年 | 全113公演 5月3日 - 9月30日      | 全国47都道府県 完全制覇!!関ジャニ∞ えっ!ホンマ!?ビックリ!! TOUR 2007  | 7月    | 25日   | 2                                  | 高岡市民会館（富山県）                       |
| 2007年 | 全113公演 5月3日 - 9月30日      | 全国47都道府県 完全制覇!!関ジャニ∞ えっ!ホンマ!?ビックリ!! TOUR 2007  | 7月    | 27日   | 2                                  | エコパアリーナ（静岡県）                     |
| 2007年 | 全113公演 5月3日 - 9月30日      | 全国47都道府県 完全制覇!!関ジャニ∞ えっ!ホンマ!?ビックリ!! TOUR 2007  | 7月    | 29日   | 2                                  | 長良川国際会議場（岐阜県）                   |
| 2007年 | 全113公演 5月3日 - 9月30日      | 全国47都道府県 完全制覇!!関ジャニ∞ えっ!ホンマ!?ビックリ!! TOUR 2007  | 7月    | 30日   | 2                                  | 愛知県体育館（愛知県）                       |
| 2007年 | 全113公演 5月3日 - 9月30日      | 全国47都道府県 完全制覇!!関ジャニ∞ えっ!ホンマ!?ビックリ!! TOUR 2007  | 7月    | 31日   | 2                                  | 愛知県体育館（愛知県）                       |
| 2007年 | 全113公演 5月3日 - 9月30日      | 全国47都道府県 完全制覇!!関ジャニ∞ えっ!ホンマ!?ビックリ!! TOUR 2007  | 8月    |        |                                    |                                              |
| 2007年 | 全113公演 5月3日 - 9月30日      | 全国47都道府県 完全制覇!!関ジャニ∞ えっ!ホンマ!?ビックリ!! TOUR 2007  | 1日    | 2      | 鳴門市文化会館（徳島県）           |                                              |
| 2007年 | 全113公演 5月3日 - 9月30日      | 全国47都道府県 完全制覇!!関ジャニ∞ えっ!ホンマ!?ビックリ!! TOUR 2007  | 2日    | 2      | 香川県県民ホール（香川県）         |                                              |
| 2007年 | 全113公演 5月3日 - 9月30日      | 全国47都道府県 完全制覇!!関ジャニ∞ えっ!ホンマ!?ビックリ!! TOUR 2007  | 4日    | 1      | 東京ドーム（東京都）               |                                              |
| 2007年 | 全113公演 5月3日 - 9月30日      | 全国47都道府県 完全制覇!!関ジャニ∞ えっ!ホンマ!?ビックリ!! TOUR 2007  | 5日    | 1      | 東京ドーム（東京都）               |                                              |
| 2007年 | 全113公演 5月3日 - 9月30日      | 全国47都道府県 完全制覇!!関ジャニ∞ えっ!ホンマ!?ビックリ!! TOUR 2007  | 7日    | 2      | ビッグハット（長野県）             |                                              |
| 2007年 | 全113公演 5月3日 - 9月30日      | 全国47都道府県 完全制覇!!関ジャニ∞ えっ!ホンマ!?ビックリ!! TOUR 2007  | 9日    | 2      | 松山市民会館（愛媛県）             |                                              |
| 2007年 | 全113公演 5月3日 - 9月30日      | 全国47都道府県 完全制覇!!関ジャニ∞ えっ!ホンマ!?ビックリ!! TOUR 2007  | 10日   | 1      | 高知県立高知文化ホール（高知県）   |                                              |
| 2007年 | 全113公演 5月3日 - 9月30日      | 全国47都道府県 完全制覇!!関ジャニ∞ えっ!ホンマ!?ビックリ!! TOUR 2007  | 11日   | 1      | 北海道立総合体育センター（北海道） |                                              |
| 2007年 | 全113公演 5月3日 - 9月30日      | 全国47都道府県 完全制覇!!関ジャニ∞ えっ!ホンマ!?ビックリ!! TOUR 2007  | 12日   | 2      | 北海道立総合体育センター（北海道） |                                              |
| 2007年 | 全113公演 5月3日 - 9月30日      | 全国47都道府県 完全制覇!!関ジャニ∞ えっ!ホンマ!?ビックリ!! TOUR 2007  | 13日   | 2      | 宮崎市民文化ホール（宮崎県）       |                                              |
| 2007年 | 全113公演 5月3日 - 9月30日      | 全国47都道府県 完全制覇!!関ジャニ∞ えっ!ホンマ!?ビックリ!! TOUR 2007  | 14日   | 2      | 熊本市民会館（熊本県）             |                                              |
| 2007年 | 全113公演 5月3日 - 9月30日      | 全国47都道府県 完全制覇!!関ジャニ∞ えっ!ホンマ!?ビックリ!! TOUR 2007  | 15日   | 2      | 佐賀市文化会館（佐賀県）           |                                              |
| 2007年 | 全113公演 5月3日 - 9月30日      | 全国47都道府県 完全制覇!!関ジャニ∞ えっ!ホンマ!?ビックリ!! TOUR 2007  | 17日   | 2      | 八戸市公会堂（青森県）             |                                              |
| 2007年 | 全113公演 5月3日 - 9月30日      | 全国47都道府県 完全制覇!!関ジャニ∞ えっ!ホンマ!?ビックリ!! TOUR 2007  | 18日   | 2      | 岩手県民会館（岩手県）             |                                              |
| 2007年 | 全113公演 5月3日 - 9月30日      | 全国47都道府県 完全制覇!!関ジャニ∞ えっ!ホンマ!?ビックリ!! TOUR 2007  | 19日   | 2      | 山形県県民会館（山形県）           |                                              |
| 2007年 | 全113公演 5月3日 - 9月30日      | 全国47都道府県 完全制覇!!関ジャニ∞ えっ!ホンマ!?ビックリ!! TOUR 2007  | 20日   | 2      | 福島県文化センター（福島県）       |                                              |
| 2007年 | 全113公演 5月3日 - 9月30日      | 全国47都道府県 完全制覇!!関ジャニ∞ えっ!ホンマ!?ビックリ!! TOUR 2007  | 21日   | 2      | 秋田県民会館（秋田県）             |                                              |
| 2007年 | 全113公演 5月3日 - 9月30日      | 全国47都道府県 完全制覇!!関ジャニ∞ えっ!ホンマ!?ビックリ!! TOUR 2007  | 23日   | 2      | 鳥取県立鳥取文化会館（鳥取県）     |                                              |
| 2007年 | 全113公演 5月3日 - 9月30日      | 全国47都道府県 完全制覇!!関ジャニ∞ えっ!ホンマ!?ビックリ!! TOUR 2007  | 24日   | 2      | 島根県民会館（島根県）             |                                              |
| 2007年 | 全113公演 5月3日 - 9月30日      | 全国47都道府県 完全制覇!!関ジャニ∞ えっ!ホンマ!?ビックリ!! TOUR 2007  | 25日   | 2      | 周南市文化会館（山口県）           |                                              |
| 2007年 | 全113公演 5月3日 - 9月30日      | 全国47都道府県 完全制覇!!関ジャニ∞ えっ!ホンマ!?ビックリ!! TOUR 2007  | 27日   | 2      | 栃木市栃木文化会館（栃木県）       |                                              |
| 2007年 | 全113公演 5月3日 - 9月30日      | 全国47都道府県 完全制覇!!関ジャニ∞ えっ!ホンマ!?ビックリ!! TOUR 2007  | 28日   | 2      | 群馬音楽センター（群馬県）         |                                              |
| 2007年 | 全113公演 5月3日 - 9月30日      | 全国47都道府県 完全制覇!!関ジャニ∞ えっ!ホンマ!?ビックリ!! TOUR 2007  | 30日   | 2      | 大阪城ホール（大阪府）             |                                              |
| 2007年 | 全113公演 5月3日 - 9月30日      | 全国47都道府県 完全制覇!!関ジャニ∞ えっ!ホンマ!?ビックリ!! TOUR 2007  | 31日   | 1      | 大阪城ホール（大阪府）             |                                              |
| 2007年 | 全113公演 5月3日 - 9月30日      | 全国47都道府県 完全制覇!!関ジャニ∞ えっ!ホンマ!?ビックリ!! TOUR 2007  | 9月    | 1日    | 大阪城ホール（大阪府）             | 2                                            |
| 2007年 | 全113公演 5月3日 - 9月30日      | 全国47都道府県 完全制覇!!関ジャニ∞ えっ!ホンマ!?ビックリ!! TOUR 2007  | 9月    | 2日    | 大阪城ホール（大阪府）             | 2                                            |
| 2007年 | 全113公演 5月3日 - 9月30日      | 全国47都道府県 完全制覇!!関ジャニ∞ えっ!ホンマ!?ビックリ!! TOUR 2007  | 9月    | 16日   | 2                                  | 鹿児島市民文化ホール（鹿児島県）             |
| 2007年 | 全113公演 5月3日 - 9月30日      | 全国47都道府県 完全制覇!!関ジャニ∞ えっ!ホンマ!?ビックリ!! TOUR 2007  | 9月    | 17日   | 2                                  | マリンメッセ（福岡県）                       |
| 2007年 | 全113公演 5月3日 - 9月30日      | 全国47都道府県 完全制覇!!関ジャニ∞ えっ!ホンマ!?ビックリ!! TOUR 2007  | 9月    | 22日   | 2                                  | 沖縄コンベンションセンター（沖縄県）         |
| 2007年 | 全113公演 5月3日 - 9月30日      | 全国47都道府県 完全制覇!!関ジャニ∞ えっ!ホンマ!?ビックリ!! TOUR 2007  | 9月    | 29日   | 1                                  | 沖縄コンベンションセンター（沖縄県）         |
| 2007年 | 全113公演 5月3日 - 9月30日      | 全国47都道府県 完全制覇!!関ジャニ∞ えっ!ホンマ!?ビックリ!! TOUR 2007  | 9月    | 30日   | 1                                  | 沖縄コンベンションセンター（沖縄県）         |
| 2008年 | 全24公演 4月3日 - 5月18日       | KANJANI∞ LIVE TOUR 2008 ∞だよ!全員集合                                | 4月    | 3日    | 2                                  | 横浜アリーナ（神奈川県）                     |
| 2008年 | 全24公演 4月3日 - 5月18日       | KANJANI∞ LIVE TOUR 2008 ∞だよ!全員集合                                | 4月    | 4日    | 2                                  | 横浜アリーナ（神奈川県）                     |
| 2008年 | 全24公演 4月3日 - 5月18日       | KANJANI∞ LIVE TOUR 2008 ∞だよ!全員集合                                | 4月    | 5日    | 2                                  | 横浜アリーナ（神奈川県）                     |
| 2008年 | 全24公演 4月3日 - 5月18日       | KANJANI∞ LIVE TOUR 2008 ∞だよ!全員集合                                | 4月    | 6日    | 2                                  | 横浜アリーナ（神奈川県）                     |
| 2008年 | 全24公演 4月3日 - 5月18日       | KANJANI∞ LIVE TOUR 2008 ∞だよ!全員集合                                | 4月    | 12日   | 1                                  | 北海道立総合体育センター（北海道）           |
| 2008年 | 全24公演 4月3日 - 5月18日       | KANJANI∞ LIVE TOUR 2008 ∞だよ!全員集合                                | 4月    | 13日   | 2                                  | 北海道立総合体育センター（北海道）           |
| 2008年 | 全24公演 4月3日 - 5月18日       | KANJANI∞ LIVE TOUR 2008 ∞だよ!全員集合                                | 5月    | 2日    | 1                                  | 大阪城ホール（大阪府）                       |
| 2008年 | 全24公演 4月3日 - 5月18日       | KANJANI∞ LIVE TOUR 2008 ∞だよ!全員集合                                | 5月    | 3日    | 2                                  | 大阪城ホール（大阪府）                       |
| 2008年 | 全24公演 4月3日 - 5月18日       | KANJANI∞ LIVE TOUR 2008 ∞だよ!全員集合                                | 5月    | 4日    | 2                                  | 大阪城ホール（大阪府）                       |
| 2008年 | 全24公演 4月3日 - 5月18日       | KANJANI∞ LIVE TOUR 2008 ∞だよ!全員集合                                | 5月    | 5日    | 2                                  | 大阪城ホール（大阪府）                       |
| 2008年 | 全24公演 4月3日 - 5月18日       | KANJANI∞ LIVE TOUR 2008 ∞だよ!全員集合                                | 5月    | 6日    | 2                                  | 大阪城ホール（大阪府）                       |
| 2008年 | 全24公演 4月3日 - 5月18日       | KANJANI∞ LIVE TOUR 2008 ∞だよ!全員集合                                | 5月    | 17日   | 2                                  | マリンメッセ福岡（福岡県）                   |
| 2008年 | 全24公演 4月3日 - 5月18日       | KANJANI∞ LIVE TOUR 2008 ∞だよ!全員集合                                | 5月    | 18日   | 2                                  | マリンメッセ福岡（福岡県）                   |
| 2008年 | 全30公演 7月6日 - 8月31日       | KANJANI∞ LIVE TOUR 2008 ∞だよ!全員集合 夏だ!ツアーだ!!ワッハッハー!!! | 7月    | 6日    | 1                                  | 東京ドーム（東京都）                         |
| 2008年 | 全30公演 7月6日 - 8月31日       | KANJANI∞ LIVE TOUR 2008 ∞だよ!全員集合 夏だ!ツアーだ!!ワッハッハー!!! | 7月    | 7日    | 1                                  | 東京ドーム（東京都）                         |
| 2008年 | 全30公演 7月6日 - 8月31日       | KANJANI∞ LIVE TOUR 2008 ∞だよ!全員集合 夏だ!ツアーだ!!ワッハッハー!!! | 7月    | 12日   | 2                                  | サンドーム福井（福井県）                     |
| 2008年 | 全30公演 7月6日 - 8月31日       | KANJANI∞ LIVE TOUR 2008 ∞だよ!全員集合 夏だ!ツアーだ!!ワッハッハー!!! | 7月    | 13日   | 2                                  | サンドーム福井（福井県）                     |
| 2008年 | 全30公演 7月6日 - 8月31日       | KANJANI∞ LIVE TOUR 2008 ∞だよ!全員集合 夏だ!ツアーだ!!ワッハッハー!!! | 7月    | 28日   | 2                                  | エコパアリーナ（静岡県）                     |
| 2008年 | 全30公演 7月6日 - 8月31日       | KANJANI∞ LIVE TOUR 2008 ∞だよ!全員集合 夏だ!ツアーだ!!ワッハッハー!!! | 7月    | 29日   | 1                                  | エコパアリーナ（静岡県）                     |
| 2008年 | 全30公演 7月6日 - 8月31日       | KANJANI∞ LIVE TOUR 2008 ∞だよ!全員集合 夏だ!ツアーだ!!ワッハッハー!!! | 8月    | 5日    | 1                                  | 鹿児島アリーナ（鹿児島県）                   |
| 2008年 | 全30公演 7月6日 - 8月31日       | KANJANI∞ LIVE TOUR 2008 ∞だよ!全員集合 夏だ!ツアーだ!!ワッハッハー!!! | 8月    | 6日    | 2                                  | 鹿児島アリーナ（鹿児島県）                   |
| 2008年 | 全30公演 7月6日 - 8月31日       | KANJANI∞ LIVE TOUR 2008 ∞だよ!全員集合 夏だ!ツアーだ!!ワッハッハー!!! | 8月    | 10日   | 2                                  | 広島グリーンアリーナ（広島県）               |
| 2008年 | 全30公演 7月6日 - 8月31日       | KANJANI∞ LIVE TOUR 2008 ∞だよ!全員集合 夏だ!ツアーだ!!ワッハッハー!!! | 8月    | 12日   | 2                                  | マリンメッセ福岡（福岡県）                   |
| 2008年 | 全30公演 7月6日 - 8月31日       | KANJANI∞ LIVE TOUR 2008 ∞だよ!全員集合 夏だ!ツアーだ!!ワッハッハー!!! | 8月    | 19日   | 1                                  | 京セラドーム大阪（大阪府）                   |
| 2008年 | 全30公演 7月6日 - 8月31日       | KANJANI∞ LIVE TOUR 2008 ∞だよ!全員集合 夏だ!ツアーだ!!ワッハッハー!!! | 8月    | 20日   | 1                                  | 京セラドーム大阪（大阪府）                   |
| 2008年 | 全30公演 7月6日 - 8月31日       | KANJANI∞ LIVE TOUR 2008 ∞だよ!全員集合 夏だ!ツアーだ!!ワッハッハー!!! | 8月    | 23日   | 2                                  | 三重県営サンアリーナ（三重県）               |
| 2008年 | 全30公演 7月6日 - 8月31日       | KANJANI∞ LIVE TOUR 2008 ∞だよ!全員集合 夏だ!ツアーだ!!ワッハッハー!!! | 8月    | 24日   | 2                                  | 三重県営サンアリーナ（三重県）               |
| 2008年 | 全30公演 7月6日 - 8月31日       | KANJANI∞ LIVE TOUR 2008 ∞だよ!全員集合 夏だ!ツアーだ!!ワッハッハー!!! | 8月    | 26日   | 1                                  | グランメッセ熊本（熊本県）                   |
| 2008年 | 全30公演 7月6日 - 8月31日       | KANJANI∞ LIVE TOUR 2008 ∞だよ!全員集合 夏だ!ツアーだ!!ワッハッハー!!! | 8月    | 27日   | 2                                  | グランメッセ熊本（熊本県）                   |
| 2008年 | 全30公演 7月6日 - 8月31日       | KANJANI∞ LIVE TOUR 2008 ∞だよ!全員集合 夏だ!ツアーだ!!ワッハッハー!!! | 8月    | 29日   | 1                                  | ビッグハット（長野県）                       |
| 2008年 | 全30公演 7月6日 - 8月31日       | KANJANI∞ LIVE TOUR 2008 ∞だよ!全員集合 夏だ!ツアーだ!!ワッハッハー!!! | 8月    | 30日   | 1                                  | ビッグハット（長野県）                       |
| 2008年 | 全30公演 7月6日 - 8月31日       | KANJANI∞ LIVE TOUR 2008 ∞だよ!全員集合 夏だ!ツアーだ!!ワッハッハー!!! | 8月    | 31日   | 2                                  | ビッグハット（長野県）                       |
| 2009年 | 全34公演 5月10日 - 7月30日      | 関ジャニ∞ TOUR 2009 PUZZLE                                            | 5月    | 10日   | 2                                  | 広島グリーンアリーナ（広島県）               |
| 2009年 | 全34公演 5月10日 - 7月30日      | 関ジャニ∞ TOUR 2009 PUZZLE                                            | 5月    | 23日   | 2                                  | 宮城県総合体育館（宮城県）                   |
| 2009年 | 全34公演 5月10日 - 7月30日      | 関ジャニ∞ TOUR 2009 PUZZLE                                            | 5月    | 24日   | 2                                  | 宮城県総合体育館（宮城県）                   |
| 2009年 | 全34公演 5月10日 - 7月30日      | 関ジャニ∞ TOUR 2009 PUZZLE                                            | 6月    | 1日    | 1                                  | 東京ドーム（東京都）                         |
| 2009年 | 全34公演 5月10日 - 7月30日      | 関ジャニ∞ TOUR 2009 PUZZLE                                            | 6月    | 2日    | 1                                  | 東京ドーム（東京都）                         |
| 2009年 | 全34公演 5月10日 - 7月30日      | 関ジャニ∞ TOUR 2009 PUZZLE                                            | 6月    | 6日    | 2                                  | グランメッセ熊本（熊本県）                   |
| 2009年 | 全34公演 5月10日 - 7月30日      | 関ジャニ∞ TOUR 2009 PUZZLE                                            | 6月    | 7日    | 2                                  | グランメッセ熊本（熊本県）                   |
| 2009年 | 全34公演 5月10日 - 7月30日      | 関ジャニ∞ TOUR 2009 PUZZLE                                            | 6月    | 20日   | 2                                  | 北海道立総合体育センター（北海道）           |
| 2009年 | 全34公演 5月10日 - 7月30日      | 関ジャニ∞ TOUR 2009 PUZZLE                                            | 6月    | 21日   | 2                                  | 北海道立総合体育センター（北海道）           |
| 2009年 | 全34公演 5月10日 - 7月30日      | 関ジャニ∞ TOUR 2009 PUZZLE                                            | 6月    | 27日   | 2                                  | ビーコンプラザ（大分県）                     |
| 2009年 | 全34公演 5月10日 - 7月30日      | 関ジャニ∞ TOUR 2009 PUZZLE                                            | 6月    | 28日   | 2                                  | ビーコンプラザ（大分県）                     |
| 2009年 | 全34公演 5月10日 - 7月30日      | 関ジャニ∞ TOUR 2009 PUZZLE                                            | 7月    | 4日    | 2                                  | サンドーム福井（福井県）                     |
| 2009年 | 全34公演 5月10日 - 7月30日      | 関ジャニ∞ TOUR 2009 PUZZLE                                            | 7月    | 5日    | 2                                  | サンドーム福井（福井県）                     |
| 2009年 | 全34公演 5月10日 - 7月30日      | 関ジャニ∞ TOUR 2009 PUZZLE                                            | 7月    | 11日   | 2                                  | ビッグハット（長野県）                       |
| 2009年 | 全34公演 5月10日 - 7月30日      | 関ジャニ∞ TOUR 2009 PUZZLE                                            | 7月    | 12日   | 2                                  | ビッグハット（長野県）                       |
| 2009年 | 全34公演 5月10日 - 7月30日      | 関ジャニ∞ TOUR 2009 PUZZLE                                            | 7月    | 18日   | 2                                  | 石川県産業展示館（石川県）                   |
| 2009年 | 全34公演 5月10日 - 7月30日      | 関ジャニ∞ TOUR 2009 PUZZLE                                            | 7月    | 19日   | 2                                  | 石川県産業展示館（石川県）                   |
| 2009年 | 全34公演 5月10日 - 7月30日      | 関ジャニ∞ TOUR 2009 PUZZLE                                            | 7月    | 29日   | 1                                  | 京セラドーム大阪（大阪府）                   |
| 2009年 | 全34公演 5月10日 - 7月30日      | 関ジャニ∞ TOUR 2009 PUZZLE                                            | 7月    | 30日   | 1                                  | 京セラドーム大阪（大阪府）                   |
| 2009年 | 全4公演 12月30日 - 2010年1月1日 | 関ジャニ∞ DOME CONCERT 2009-2010                                      | 12月   | 30日   | 1                                  | 京セラドーム大阪（大阪府）                   |
| 2009年 | 全4公演 12月30日 - 2010年1月1日 | 関ジャニ∞ DOME CONCERT 2009-2010                                      | 12月   | 31日   | 2                                  | 京セラドーム大阪（大阪府）                   |
| 2009年 | 全4公演 12月30日 - 2010年1月1日 | 関ジャニ∞ DOME CONCERT 2009-2010                                      | 1月    | 1日    | 1                                  | 京セラドーム大阪（大阪府）                   |

### 2010年代
| 開始年 | 日程                                       | ライブタイトル                                                                | 開催日 | 開催日 | 回数 | 会場                                           |
| ------ | ------------------------------------------ | ----------------------------------------------------------------------------- | ------ | ------ | ---- | ---------------------------------------------- |
| 2010年 | 全27公演 10月30日 - 2011年1月1日           | KANJANI∞ LIVE TOUR 2010→2011 8UPPERS                                          | 10月   | 30日   | 2    | 北海道立総合体育センター（北海道）             |
| 2010年 | 全27公演 10月30日 - 2011年1月1日           | KANJANI∞ LIVE TOUR 2010→2011 8UPPERS                                          | 10月   | 31日   | 2    | 北海道立総合体育センター（北海道）             |
| 2010年 | 全27公演 10月30日 - 2011年1月1日           | KANJANI∞ LIVE TOUR 2010→2011 8UPPERS                                          | 11月   | 10日   | 1    | マリンメッセ福岡（福岡県）                     |
| 2010年 | 全27公演 10月30日 - 2011年1月1日           | KANJANI∞ LIVE TOUR 2010→2011 8UPPERS                                          | 11月   | 11日   | 1    | マリンメッセ福岡（福岡県）                     |
| 2010年 | 全27公演 10月30日 - 2011年1月1日           | KANJANI∞ LIVE TOUR 2010→2011 8UPPERS                                          | 11月   | 23日   | 2    | 石川県産業展示館（石川県）                     |
| 2010年 | 全27公演 10月30日 - 2011年1月1日           | KANJANI∞ LIVE TOUR 2010→2011 8UPPERS                                          | 11月   | 27日   | 1    | 広島グリーンアリーナ（広島県）                 |
| 2010年 | 全27公演 10月30日 - 2011年1月1日           | KANJANI∞ LIVE TOUR 2010→2011 8UPPERS                                          | 11月   | 28日   | 2    | 広島グリーンアリーナ（広島県）                 |
| 2010年 | 全27公演 10月30日 - 2011年1月1日           | KANJANI∞ LIVE TOUR 2010→2011 8UPPERS                                          | 12月   | 4日    | 2    | ビーコンプラザ（大分県）                       |
| 2010年 | 全27公演 10月30日 - 2011年1月1日           | KANJANI∞ LIVE TOUR 2010→2011 8UPPERS                                          | 12月   | 5日    | 2    | ビーコンプラザ（大分県）                       |
| 2010年 | 全27公演 10月30日 - 2011年1月1日           | KANJANI∞ LIVE TOUR 2010→2011 8UPPERS                                          | 12月   | 12日   | 2    | セキスイハイムスーパーアリーナ（宮城県）       |
| 2010年 | 全27公演 10月30日 - 2011年1月1日           | KANJANI∞ LIVE TOUR 2010→2011 8UPPERS                                          | 12月   | 18日   | 1    | 東京ドーム（東京都）                           |
| 2010年 | 全27公演 10月30日 - 2011年1月1日           | KANJANI∞ LIVE TOUR 2010→2011 8UPPERS                                          | 12月   | 19日   | 1    | 東京ドーム（東京都）                           |
| 2010年 | 全27公演 10月30日 - 2011年1月1日           | KANJANI∞ LIVE TOUR 2010→2011 8UPPERS                                          | 12月   | 21日   | 2    | 日本ガイシホール（愛知県）                     |
| 2010年 | 全27公演 10月30日 - 2011年1月1日           | KANJANI∞ LIVE TOUR 2010→2011 8UPPERS                                          | 12月   | 22日   | 2    | 日本ガイシホール（愛知県）                     |
| 2010年 | 全27公演 10月30日 - 2011年1月1日           | KANJANI∞ LIVE TOUR 2010→2011 8UPPERS                                          | 12月   | 30日   | 1    | 京セラドーム大阪（大阪府）                     |
| 2010年 | 全27公演 10月30日 - 2011年1月1日           | KANJANI∞ LIVE TOUR 2010→2011 8UPPERS                                          | 12月   | 31日   | 2    | 京セラドーム大阪（大阪府）                     |
| 2010年 | 全27公演 10月30日 - 2011年1月1日           | KANJANI∞ LIVE TOUR 2010→2011 8UPPERS                                          | 1月    | 1日    | 1    | 京セラドーム大阪（大阪府）                     |
| 2011年 | 全10公演 11月23日 - 12月31日               | KANJANI∞ 五大ドームTOUR EIGHT×EIGHTER おもんなかったらドームすいません        | 11月   | 23日   | 1    | 札幌ドーム（北海道）                           |
| 2011年 | 全10公演 11月23日 - 12月31日               | KANJANI∞ 五大ドームTOUR EIGHT×EIGHTER おもんなかったらドームすいません        | 11月   | 27日   | 1    | 福岡Yahoo!JAPANドーム（福岡県）                |
| 2011年 | 全10公演 11月23日 - 12月31日               | KANJANI∞ 五大ドームTOUR EIGHT×EIGHTER おもんなかったらドームすいません        | 12月   | 16日   | 1    | 東京ドーム（東京都）                           |
| 2011年 | 全10公演 11月23日 - 12月31日               | KANJANI∞ 五大ドームTOUR EIGHT×EIGHTER おもんなかったらドームすいません        | 12月   | 17日   | 1    | 東京ドーム（東京都）                           |
| 2011年 | 全10公演 11月23日 - 12月31日               | KANJANI∞ 五大ドームTOUR EIGHT×EIGHTER おもんなかったらドームすいません        | 12月   | 18日   | 1    | 東京ドーム（東京都）                           |
| 2011年 | 全10公演 11月23日 - 12月31日               | KANJANI∞ 五大ドームTOUR EIGHT×EIGHTER おもんなかったらドームすいません        | 12月   | 24日   | 1    | ナゴヤドーム（愛知県）                         |
| 2011年 | 全10公演 11月23日 - 12月31日               | KANJANI∞ 五大ドームTOUR EIGHT×EIGHTER おもんなかったらドームすいません        | 12月   | 29日   | 1    | 京セラドーム大阪（大阪府）                     |
| 2011年 | 全10公演 11月23日 - 12月31日               | KANJANI∞ 五大ドームTOUR EIGHT×EIGHTER おもんなかったらドームすいません        | 12月   | 30日   | 1    | 京セラドーム大阪（大阪府）                     |
| 2011年 | 全10公演 11月23日 - 12月31日               | KANJANI∞ 五大ドームTOUR EIGHT×EIGHTER おもんなかったらドームすいません        | 12月   | 31日   | 2    | 京セラドーム大阪（大阪府）                     |
| 2012年 | 全39公演 9月15日 - 2013年1月1日            | KANJANI∞ LIVE TOUR!! 8EST 〜みんなの想いはどうなんだい?僕らの想いは無限大!!〜 | 9月    | 15日   | 1    | 味の素スタジアム（東京都）                     |
| 2012年 | 全39公演 9月15日 - 2013年1月1日            | KANJANI∞ LIVE TOUR!! 8EST 〜みんなの想いはどうなんだい?僕らの想いは無限大!!〜 | 9月    | 16日   | 1    | 味の素スタジアム（東京都）                     |
| 2012年 | 全39公演 9月15日 - 2013年1月1日            | KANJANI∞ LIVE TOUR!! 8EST 〜みんなの想いはどうなんだい?僕らの想いは無限大!!〜 | 9月    | 29日   | 1    | 長居スタジアム（大阪府）                       |
| 2012年 | 全39公演 9月15日 - 2013年1月1日            | KANJANI∞ LIVE TOUR!! 8EST 〜みんなの想いはどうなんだい?僕らの想いは無限大!!〜 | 9月    | 30日   | 1    | 長居スタジアム（大阪府）                       |
| 2012年 | 全39公演 9月15日 - 2013年1月1日            | KANJANI∞ LIVE TOUR!! 8EST 〜みんなの想いはどうなんだい?僕らの想いは無限大!!〜 | 10月   | 27日   | 2    | エコパアリーナ（静岡県）                       |
| 2012年 | 全39公演 9月15日 - 2013年1月1日            | KANJANI∞ LIVE TOUR!! 8EST 〜みんなの想いはどうなんだい?僕らの想いは無限大!!〜 | 10月   | 28日   | 2    | エコパアリーナ（静岡県）                       |
| 2012年 | 全39公演 9月15日 - 2013年1月1日            | KANJANI∞ LIVE TOUR!! 8EST 〜みんなの想いはどうなんだい?僕らの想いは無限大!!〜 | 11月   | 3日    | 2    | 朱鷺メッセ（新潟県）                           |
| 2012年 | 全39公演 9月15日 - 2013年1月1日            | KANJANI∞ LIVE TOUR!! 8EST 〜みんなの想いはどうなんだい?僕らの想いは無限大!!〜 | 11月   | 4日    | 2    | 朱鷺メッセ（新潟県）                           |
| 2012年 | 全39公演 9月15日 - 2013年1月1日            | KANJANI∞ LIVE TOUR!! 8EST 〜みんなの想いはどうなんだい?僕らの想いは無限大!!〜 | 11月   | 10日   | 1    | 東京ドーム（東京都）                           |
| 2012年 | 全39公演 9月15日 - 2013年1月1日            | KANJANI∞ LIVE TOUR!! 8EST 〜みんなの想いはどうなんだい?僕らの想いは無限大!!〜 | 11月   | 11日   | 1    | 東京ドーム（東京都）                           |
| 2012年 | 全39公演 9月15日 - 2013年1月1日            | KANJANI∞ LIVE TOUR!! 8EST 〜みんなの想いはどうなんだい?僕らの想いは無限大!!〜 | 11月   | 17日   | 2    | サンドーム福井（福井県）                       |
| 2012年 | 全39公演 9月15日 - 2013年1月1日            | KANJANI∞ LIVE TOUR!! 8EST 〜みんなの想いはどうなんだい?僕らの想いは無限大!!〜 | 11月   | 18日   | 2    | サンドーム福井（福井県）                       |
| 2012年 | 全39公演 9月15日 - 2013年1月1日            | KANJANI∞ LIVE TOUR!! 8EST 〜みんなの想いはどうなんだい?僕らの想いは無限大!!〜 | 12月   | 1日    | 2    | 広島グリーンアリーナ（広島県）                 |
| 2012年 | 全39公演 9月15日 - 2013年1月1日            | KANJANI∞ LIVE TOUR!! 8EST 〜みんなの想いはどうなんだい?僕らの想いは無限大!!〜 | 12月   | 2日    | 2    | 広島グリーンアリーナ（広島県）                 |
| 2012年 | 全39公演 9月15日 - 2013年1月1日            | KANJANI∞ LIVE TOUR!! 8EST 〜みんなの想いはどうなんだい?僕らの想いは無限大!!〜 | 12月   | 8日    | 2    | セキスイハイムスーパーアリーナ（宮城県）       |
| 2012年 | 全39公演 9月15日 - 2013年1月1日            | KANJANI∞ LIVE TOUR!! 8EST 〜みんなの想いはどうなんだい?僕らの想いは無限大!!〜 | 12月   | 9日    | 2    | セキスイハイムスーパーアリーナ（宮城県）       |
| 2012年 | 全39公演 9月15日 - 2013年1月1日            | KANJANI∞ LIVE TOUR!! 8EST 〜みんなの想いはどうなんだい?僕らの想いは無限大!!〜 | 12月   | 15日   | 2    | 北海道立総合体育センター（北海道）             |
| 2012年 | 全39公演 9月15日 - 2013年1月1日            | KANJANI∞ LIVE TOUR!! 8EST 〜みんなの想いはどうなんだい?僕らの想いは無限大!!〜 | 12月   | 16日   | 2    | 北海道立総合体育センター（北海道）             |
| 2012年 | 全39公演 9月15日 - 2013年1月1日            | KANJANI∞ LIVE TOUR!! 8EST 〜みんなの想いはどうなんだい?僕らの想いは無限大!!〜 | 12月   | 22日   | 2    | マリンメッセ福岡（福岡県）                     |
| 2012年 | 全39公演 9月15日 - 2013年1月1日            | KANJANI∞ LIVE TOUR!! 8EST 〜みんなの想いはどうなんだい?僕らの想いは無限大!!〜 | 12月   | 23日   | 2    | マリンメッセ福岡（福岡県）                     |
| 2012年 | 全39公演 9月15日 - 2013年1月1日            | KANJANI∞ LIVE TOUR!! 8EST 〜みんなの想いはどうなんだい?僕らの想いは無限大!!〜 | 12月   | 26日   | 2    | 日本ガイシホール（愛知県）                     |
| 2012年 | 全39公演 9月15日 - 2013年1月1日            | KANJANI∞ LIVE TOUR!! 8EST 〜みんなの想いはどうなんだい?僕らの想いは無限大!!〜 | 12月   | 27日   | 1    | 日本ガイシホール（愛知県）                     |
| 2012年 | 全39公演 9月15日 - 2013年1月1日            | KANJANI∞ LIVE TOUR!! 8EST 〜みんなの想いはどうなんだい?僕らの想いは無限大!!〜 | 12月   | 30日   | 1    | 京セラドーム大阪（大阪府）                     |
| 2012年 | 全39公演 9月15日 - 2013年1月1日            | KANJANI∞ LIVE TOUR!! 8EST 〜みんなの想いはどうなんだい?僕らの想いは無限大!!〜 | 12月   | 31日   | 1    | 京セラドーム大阪（大阪府）                     |
| 2012年 | 全39公演 9月15日 - 2013年1月1日            | KANJANI∞ LIVE TOUR!! 8EST 〜みんなの想いはどうなんだい?僕らの想いは無限大!!〜 | 1月    | 1日    | 1    | 京セラドーム大阪（大阪府）                     |
| 2013年 | 全13公演 11月8日 - 2014年1月19日           | 関ジャニ∞ LIVE TOUR JUKE BOX                                                  | 11月   | 8日    | 1    | 東京ドーム（東京都）                           |
| 2013年 | 全13公演 11月8日 - 2014年1月19日           | 関ジャニ∞ LIVE TOUR JUKE BOX                                                  | 11月   | 9日    | 1    | 東京ドーム（東京都）                           |
| 2013年 | 全13公演 11月8日 - 2014年1月19日           | 関ジャニ∞ LIVE TOUR JUKE BOX                                                  | 11月   | 10日   | 1    | 東京ドーム（東京都）                           |
| 2013年 | 全13公演 11月8日 - 2014年1月19日           | 関ジャニ∞ LIVE TOUR JUKE BOX                                                  | 12月   | 14日   | 1    | 札幌ドーム（北海道）                           |
| 2013年 | 全13公演 11月8日 - 2014年1月19日           | 関ジャニ∞ LIVE TOUR JUKE BOX                                                  | 12月   | 21日   | 1    | ナゴヤドーム（愛知県）                         |
| 2013年 | 全13公演 11月8日 - 2014年1月19日           | 関ジャニ∞ LIVE TOUR JUKE BOX                                                  | 12月   | 22日   | 1    | ナゴヤドーム（愛知県）                         |
| 2013年 | 全13公演 11月8日 - 2014年1月19日           | 関ジャニ∞ LIVE TOUR JUKE BOX                                                  | 12月   | 23日   | 1    | ナゴヤドーム（愛知県）                         |
| 2013年 | 全13公演 11月8日 - 2014年1月19日           | 関ジャニ∞ LIVE TOUR JUKE BOX                                                  | 1月    | 1日    | 1    | 福岡ヤフオク!ドーム（福岡県）                  |
| 2013年 | 全13公演 11月8日 - 2014年1月19日           | 関ジャニ∞ LIVE TOUR JUKE BOX                                                  | 1月    | 2日    | 1    | 福岡ヤフオク!ドーム（福岡県）                  |
| 2013年 | 全13公演 11月8日 - 2014年1月19日           | 関ジャニ∞ LIVE TOUR JUKE BOX                                                  | 1月    | 17日   | 1    | 京セラドーム大阪（大阪府）                     |
| 2013年 | 全13公演 11月8日 - 2014年1月19日           | 関ジャニ∞ LIVE TOUR JUKE BOX                                                  | 1月    | 18日   | 2    | 京セラドーム大阪（大阪府）                     |
| 2013年 | 全13公演 11月8日 - 2014年1月19日           | 関ジャニ∞ LIVE TOUR JUKE BOX                                                  | 1月    | 19日   | 1    | 京セラドーム大阪（大阪府）                     |
| 2014年 | 全4公演 8月9日 - 8月24日                   | 十祭                                                                          | 8月    | 9日    | 1    | 味の素スタジアム（東京都）                     |
| 2014年 | 全4公演 8月9日 - 8月24日                   | 十祭                                                                          | 8月    | 10日   | 1    | 味の素スタジアム（東京都）                     |
| 2014年 | 全4公演 8月9日 - 8月24日                   | 十祭                                                                          | 8月    | 24日   | 1    | ヤンマースタジアム長居（大阪府）               |
| 2014年 | 全4公演 8月9日 - 8月24日                   | 十祭                                                                          | 8月    | 25日   | 1    | ヤンマースタジアム長居（大阪府）               |
| 2014年 | 全13公演 11月16日 - 2015年1月12日          | 関ジャニズム LIVE TOUR 2014≫2015                                              | 11月   | 16日   | 1    | 札幌ドーム（北海道）                           |
| 2014年 | 全13公演 11月16日 - 2015年1月12日          | 関ジャニズム LIVE TOUR 2014≫2015                                              | 12月   | 12日   | 1    | 東京ドーム（東京都）                           |
| 2014年 | 全13公演 11月16日 - 2015年1月12日          | 関ジャニズム LIVE TOUR 2014≫2015                                              | 12月   | 13日   | 1    | 東京ドーム（東京都）                           |
| 2014年 | 全13公演 11月16日 - 2015年1月12日          | 関ジャニズム LIVE TOUR 2014≫2015                                              | 12月   | 14日   | 1    | 東京ドーム（東京都）                           |
| 2014年 | 全13公演 11月16日 - 2015年1月12日          | 関ジャニズム LIVE TOUR 2014≫2015                                              | 12月   | 25日   | 1    | ナゴヤドーム（愛知県）                         |
| 2014年 | 全13公演 11月16日 - 2015年1月12日          | 関ジャニズム LIVE TOUR 2014≫2015                                              | 12月   | 27日   | 1    | ナゴヤドーム（愛知県）                         |
| 2014年 | 全13公演 11月16日 - 2015年1月12日          | 関ジャニズム LIVE TOUR 2014≫2015                                              | 12月   | 28日   | 1    | ナゴヤドーム（愛知県）                         |
| 2014年 | 全13公演 11月16日 - 2015年1月12日          | 関ジャニズム LIVE TOUR 2014≫2015                                              | 1月    | 3日    | 1    | 福岡ヤフオク!ドーム（福岡県）                  |
| 2014年 | 全13公演 11月16日 - 2015年1月12日          | 関ジャニズム LIVE TOUR 2014≫2015                                              | 1月    | 4日    | 1    | 福岡ヤフオク!ドーム（福岡県）                  |
| 2014年 | 全13公演 11月16日 - 2015年1月12日          | 関ジャニズム LIVE TOUR 2014≫2015                                              | 1月    | 8日    | 1    | 京セラドーム大阪（大阪府）                     |
| 2014年 | 全13公演 11月16日 - 2015年1月12日          | 関ジャニズム LIVE TOUR 2014≫2015                                              | 1月    | 9日    | 1    | 京セラドーム大阪（大阪府）                     |
| 2014年 | 全13公演 11月16日 - 2015年1月12日          | 関ジャニズム LIVE TOUR 2014≫2015                                              | 1月    | 11日   | 1    | 京セラドーム大阪（大阪府）                     |
| 2014年 | 全13公演 11月16日 - 2015年1月12日          | 関ジャニズム LIVE TOUR 2014≫2015                                              | 1月    | 12日   | 1    | 京セラドーム大阪（大阪府）                     |
| 2015年 | 全24公演 7月18日 - 9月13日                 | 関ジャニ∞リサイタル お前のハートをつかんだる!!                                | 7月    | 18日   | 1    | ワールド記念ホール（兵庫県）                   |
| 2015年 | 全24公演 7月18日 - 9月13日                 | 関ジャニ∞リサイタル お前のハートをつかんだる!!                                | 7月    | 19日   | 2    | ワールド記念ホール（兵庫県）                   |
| 2015年 | 全24公演 7月18日 - 9月13日                 | 関ジャニ∞リサイタル お前のハートをつかんだる!!                                | 7月    | 25日   | 1    | 三重県営サンアリーナ（三重県）                 |
| 2015年 | 全24公演 7月18日 - 9月13日                 | 関ジャニ∞リサイタル お前のハートをつかんだる!!                                | 7月    | 26日   | 2    | 三重県営サンアリーナ（三重県）                 |
| 2015年 | 全24公演 7月18日 - 9月13日                 | 関ジャニ∞リサイタル お前のハートをつかんだる!!                                | 8月    | 1日    | 1    | サンドーム福井（福井県）                       |
| 2015年 | 全24公演 7月18日 - 9月13日                 | 関ジャニ∞リサイタル お前のハートをつかんだる!!                                | 8月    | 2日    | 2    | サンドーム福井（福井県）                       |
| 2015年 | 全24公演 7月18日 - 9月13日                 | 関ジャニ∞リサイタル お前のハートをつかんだる!!                                | 8月    | 8日    | 1    | エムウェーブ（長野県）                         |
| 2015年 | 全24公演 7月18日 - 9月13日                 | 関ジャニ∞リサイタル お前のハートをつかんだる!!                                | 8月    | 9日    | 2    | エムウェーブ（長野県）                         |
| 2015年 | 全24公演 7月18日 - 9月13日                 | 関ジャニ∞リサイタル お前のハートをつかんだる!!                                | 8月    | 15日   | 1    | 盛岡市アイスアリーナ（岩手県）                 |
| 2015年 | 全24公演 7月18日 - 9月13日                 | 関ジャニ∞リサイタル お前のハートをつかんだる!!                                | 8月    | 16日   | 2    | 盛岡市アイスアリーナ（岩手県）                 |
| 2015年 | 全24公演 7月18日 - 9月13日                 | 関ジャニ∞リサイタル お前のハートをつかんだる!!                                | 8月    | 29日   | 1    | 鹿児島アリーナ（鹿児島県）                     |
| 2015年 | 全24公演 7月18日 - 9月13日                 | 関ジャニ∞リサイタル お前のハートをつかんだる!!                                | 8月    | 30日   | 2    | 鹿児島アリーナ（鹿児島県）                     |
| 2015年 | 全24公演 7月18日 - 9月13日                 | 関ジャニ∞リサイタル お前のハートをつかんだる!!                                | 9月    | 5日    | 1    | セキスイハイムスーパーアリーナ（宮城県）       |
| 2015年 | 全24公演 7月18日 - 9月13日                 | 関ジャニ∞リサイタル お前のハートをつかんだる!!                                | 9月    | 6日    | 2    | セキスイハイムスーパーアリーナ（宮城県）       |
| 2015年 | 全24公演 7月18日 - 9月13日                 | 関ジャニ∞リサイタル お前のハートをつかんだる!!                                | 9月    | 12日   | 1    | エコパアリーナ（静岡県）                       |
| 2015年 | 全24公演 7月18日 - 9月13日                 | 関ジャニ∞リサイタル お前のハートをつかんだる!!                                | 9月    | 13日   | 2    | エコパアリーナ（静岡県）                       |
| 2015年 | 全14公演 12月13日 - 2016年1月17日          | 関ジャニ∞の元気が出るLIVE!!                                                   | 12月   | 13日   | 1    | 札幌ドーム（北海道）                           |
| 2015年 | 全14公演 12月13日 - 2016年1月17日          | 関ジャニ∞の元気が出るLIVE!!                                                   | 12月   | 17日   | 1    | 東京ドーム（東京都）                           |
| 2015年 | 全14公演 12月13日 - 2016年1月17日          | 関ジャニ∞の元気が出るLIVE!!                                                   | 12月   | 18日   | 1    | 東京ドーム（東京都）                           |
| 2015年 | 全14公演 12月13日 - 2016年1月17日          | 関ジャニ∞の元気が出るLIVE!!                                                   | 12月   | 19日   | 1    | 東京ドーム（東京都）                           |
| 2015年 | 全14公演 12月13日 - 2016年1月17日          | 関ジャニ∞の元気が出るLIVE!!                                                   | 12月   | 20日   | 1    | 東京ドーム（東京都）                           |
| 2015年 | 全14公演 12月13日 - 2016年1月17日          | 関ジャニ∞の元気が出るLIVE!!                                                   | 12月   | 24日   | 1    | ナゴヤドーム（愛知県）                         |
| 2015年 | 全14公演 12月13日 - 2016年1月17日          | 関ジャニ∞の元気が出るLIVE!!                                                   | 12月   | 26日   | 1    | ナゴヤドーム（愛知県）                         |
| 2015年 | 全14公演 12月13日 - 2016年1月17日          | 関ジャニ∞の元気が出るLIVE!!                                                   | 12月   | 27日   | 1    | ナゴヤドーム（愛知県）                         |
| 2015年 | 全14公演 12月13日 - 2016年1月17日          | 関ジャニ∞の元気が出るLIVE!!                                                   | 1月    | 2日    | 1    | 福岡ヤフオク!ドーム（福岡県）                  |
| 2015年 | 全14公演 12月13日 - 2016年1月17日          | 関ジャニ∞の元気が出るLIVE!!                                                   | 1月    | 3日    | 1    | 福岡ヤフオク!ドーム（福岡県）                  |
| 2015年 | 全14公演 12月13日 - 2016年1月17日          | 関ジャニ∞の元気が出るLIVE!!                                                   | 1月    | 14日   | 1    | 京セラドーム大阪（大阪府）                     |
| 2015年 | 全14公演 12月13日 - 2016年1月17日          | 関ジャニ∞の元気が出るLIVE!!                                                   | 1月    | 15日   | 1    | 京セラドーム大阪（大阪府）                     |
| 2015年 | 全14公演 12月13日 - 2016年1月17日          | 関ジャニ∞の元気が出るLIVE!!                                                   | 1月    | 16日   | 1    | 京セラドーム大阪（大阪府）                     |
| 2015年 | 全14公演 12月13日 - 2016年1月17日          | 関ジャニ∞の元気が出るLIVE!!                                                   | 1月    | 17日   | 1    | 京セラドーム大阪（大阪府）                     |
| 2016年 | 全21公演 7月30日 - 9月28日                 | 関ジャニ∞リサイタル 真夏の俺らは罪なヤツ                                      | 7月    | 30日   | 1    | 幕張メッセ（千葉県）                           |
| 2016年 | 全21公演 7月30日 - 9月28日                 | 関ジャニ∞リサイタル 真夏の俺らは罪なヤツ                                      | 7月    | 31日   | 2    | 幕張メッセ（千葉県）                           |
| 2016年 | 全21公演 7月30日 - 9月28日                 | 関ジャニ∞リサイタル 真夏の俺らは罪なヤツ                                      | 8月    | 13日   | 1    | さいたまスーパーアリーナ（埼玉県）             |
| 2016年 | 全21公演 7月30日 - 9月28日                 | 関ジャニ∞リサイタル 真夏の俺らは罪なヤツ                                      | 8月    | 14日   | 2    | さいたまスーパーアリーナ（埼玉県）             |
| 2016年 | 全21公演 7月30日 - 9月28日                 | 関ジャニ∞リサイタル 真夏の俺らは罪なヤツ                                      | 8月    | 20日   | 1    | 和歌山ビッグホエール（和歌山県）               |
| 2016年 | 全21公演 7月30日 - 9月28日                 | 関ジャニ∞リサイタル 真夏の俺らは罪なヤツ                                      | 8月    | 21日   | 2    | 和歌山ビッグホエール（和歌山県）               |
| 2016年 | 全21公演 7月30日 - 9月28日                 | 関ジャニ∞リサイタル 真夏の俺らは罪なヤツ                                      | 8月    | 25日   | 1    | 日本ガイシホール（愛知県）                     |
| 2016年 | 全21公演 7月30日 - 9月28日                 | 関ジャニ∞リサイタル 真夏の俺らは罪なヤツ                                      | 8月    | 26日   | 2    | 日本ガイシホール（愛知県）                     |
| 2016年 | 全21公演 7月30日 - 9月28日                 | 関ジャニ∞リサイタル 真夏の俺らは罪なヤツ                                      | 9月    | 3日    | 1    | 沖縄コンベンションセンター（沖縄県）           |
| 2016年 | 全21公演 7月30日 - 9月28日                 | 関ジャニ∞リサイタル 真夏の俺らは罪なヤツ                                      | 9月    | 4日    | 2    | 沖縄コンベンションセンター（沖縄県）           |
| 2016年 | 全21公演 7月30日 - 9月28日                 | 関ジャニ∞リサイタル 真夏の俺らは罪なヤツ                                      | 9月    | 16日   | 1    | アスティとくしま（徳島県）                     |
| 2016年 | 全21公演 7月30日 - 9月28日                 | 関ジャニ∞リサイタル 真夏の俺らは罪なヤツ                                      | 9月    | 17日   | 1    | アスティとくしま（徳島県）                     |
| 2016年 | 全21公演 7月30日 - 9月28日                 | 関ジャニ∞リサイタル 真夏の俺らは罪なヤツ                                      | 9月    | 18日   | 1    | アスティとくしま（徳島県）                     |
| 2016年 | 全21公演 7月30日 - 9月28日                 | 関ジャニ∞リサイタル 真夏の俺らは罪なヤツ                                      | 9月    | 27日   | 1    | 朱鷺メッセ（新潟県）                           |
| 2016年 | 全21公演 7月30日 - 9月28日                 | 関ジャニ∞リサイタル 真夏の俺らは罪なヤツ                                      | 9月    | 28日   | 2    | 朱鷺メッセ（新潟県）                           |
| 2016年 | 全14公演 12月10日 - 2017年1月15日          | 関ジャニ'sエイターテインメント                                                | 12月   | 10日   | 1    | 札幌ドーム（北海道）                           |
| 2016年 | 全14公演 12月10日 - 2017年1月15日          | 関ジャニ'sエイターテインメント                                                | 12月   | 15日   | 1    | 東京ドーム（東京都）                           |
| 2016年 | 全14公演 12月10日 - 2017年1月15日          | 関ジャニ'sエイターテインメント                                                | 12月   | 16日   | 1    | 東京ドーム（東京都）                           |
| 2016年 | 全14公演 12月10日 - 2017年1月15日          | 関ジャニ'sエイターテインメント                                                | 12月   | 17日   | 1    | 東京ドーム（東京都）                           |
| 2016年 | 全14公演 12月10日 - 2017年1月15日          | 関ジャニ'sエイターテインメント                                                | 12月   | 18日   | 1    | 東京ドーム（東京都）                           |
| 2016年 | 全14公演 12月10日 - 2017年1月15日          | 関ジャニ'sエイターテインメント                                                | 12月   | 22日   | 1    | ナゴヤドーム（愛知県）                         |
| 2016年 | 全14公演 12月10日 - 2017年1月15日          | 関ジャニ'sエイターテインメント                                                | 12月   | 24日   | 1    | ナゴヤドーム（愛知県）                         |
| 2016年 | 全14公演 12月10日 - 2017年1月15日          | 関ジャニ'sエイターテインメント                                                | 12月   | 25日   | 1    | ナゴヤドーム（愛知県）                         |
| 2016年 | 全14公演 12月10日 - 2017年1月15日          | 関ジャニ'sエイターテインメント                                                | 1月    | 2日    | 1    | 福岡ヤフオク!ドーム（福岡県）                  |
| 2016年 | 全14公演 12月10日 - 2017年1月15日          | 関ジャニ'sエイターテインメント                                                | 1月    | 3日    | 1    | 福岡ヤフオク!ドーム（福岡県）                  |
| 2016年 | 全14公演 12月10日 - 2017年1月15日          | 関ジャニ'sエイターテインメント                                                | 1月    | 12日   | 1    | 京セラドーム大阪（大阪府）                     |
| 2016年 | 全14公演 12月10日 - 2017年1月15日          | 関ジャニ'sエイターテインメント                                                | 1月    | 13日   | 1    | 京セラドーム大阪（大阪府）                     |
| 2016年 | 全14公演 12月10日 - 2017年1月15日          | 関ジャニ'sエイターテインメント                                                | 1月    | 14日   | 1    | 京セラドーム大阪（大阪府）                     |
| 2016年 | 全14公演 12月10日 - 2017年1月15日          | 関ジャニ'sエイターテインメント                                                | 1月    | 15日   | 1    | 京セラドーム大阪（大阪府）                     |
| 2017年 | 全14公演 7月15日 - 9月10日                 | 関ジャニ'sエイターテインメント ジャム                                         | 7月    | 15日   | 1    | 札幌ドーム（北海道）                           |
| 2017年 | 全14公演 7月15日 - 9月10日                 | 関ジャニ'sエイターテインメント ジャム                                         | 7月    | 20日   | 1    | 京セラドーム大阪（大阪府）                     |
| 2017年 | 全14公演 7月15日 - 9月10日                 | 関ジャニ'sエイターテインメント ジャム                                         | 7月    | 21日   | 1    | 京セラドーム大阪（大阪府）                     |
| 2017年 | 全14公演 7月15日 - 9月10日                 | 関ジャニ'sエイターテインメント ジャム                                         | 7月    | 22日   | 1    | 京セラドーム大阪（大阪府）                     |
| 2017年 | 全14公演 7月15日 - 9月10日                 | 関ジャニ'sエイターテインメント ジャム                                         | 7月    | 23日   | 1    | 京セラドーム大阪（大阪府）                     |
| 2017年 | 全14公演 7月15日 - 9月10日                 | 関ジャニ'sエイターテインメント ジャム                                         | 8月    | 4日    | 1    | ナゴヤドーム（愛知県）                         |
| 2017年 | 全14公演 7月15日 - 9月10日                 | 関ジャニ'sエイターテインメント ジャム                                         | 8月    | 5日    | 1    | ナゴヤドーム（愛知県）                         |
| 2017年 | 全14公演 7月15日 - 9月10日                 | 関ジャニ'sエイターテインメント ジャム                                         | 8月    | 6日    | 1    | ナゴヤドーム（愛知県）                         |
| 2017年 | 全14公演 7月15日 - 9月10日                 | 関ジャニ'sエイターテインメント ジャム                                         | 8月    | 13日   | 1    | 東京ドーム（東京都）                           |
| 2017年 | 全14公演 7月15日 - 9月10日                 | 関ジャニ'sエイターテインメント ジャム                                         | 8月    | 14日   | 1    | 東京ドーム（東京都）                           |
| 2017年 | 全14公演 7月15日 - 9月10日                 | 関ジャニ'sエイターテインメント ジャム                                         | 8月    | 15日   | 1    | 東京ドーム（東京都）                           |
| 2017年 | 全14公演 7月15日 - 9月10日                 | 関ジャニ'sエイターテインメント ジャム                                         | 8月    | 16日   | 1    | 東京ドーム（東京都）                           |
| 2017年 | 全14公演 7月15日 - 9月10日                 | 関ジャニ'sエイターテインメント ジャム                                         | 9月    | 9日    | 1    | 福岡ヤフオク!ドーム（福岡県）                  |
| 2017年 | 全14公演 7月15日 - 9月10日                 | 関ジャニ'sエイターテインメント ジャム                                         | 9月    | 10日   | 1    | 福岡ヤフオク!ドーム（福岡県）                  |
| 2018年 | 全17公演 7月15日 - 11月18日                | KANJANI'S EIGHTERTAINMENT GR8EST                                              | 7月    | 15日   | 1    | 札幌ドーム（北海道）                           |
| 2018年 | 全17公演 7月15日 - 11月18日                | KANJANI'S EIGHTERTAINMENT GR8EST                                              | 7月    | 21日   | 1    | ナゴヤドーム（愛知県）                         |
| 2018年 | 全17公演 7月15日 - 11月18日                | KANJANI'S EIGHTERTAINMENT GR8EST                                              | 7月    | 22日   | 1    | ナゴヤドーム（愛知県）                         |
| 2018年 | 全17公演 7月15日 - 11月18日                | KANJANI'S EIGHTERTAINMENT GR8EST                                              | 7月    | 23日   | 1    | ナゴヤドーム（愛知県）                         |
| 2018年 | 全17公演 7月15日 - 11月18日                | KANJANI'S EIGHTERTAINMENT GR8EST                                              | 8月    | 23日   | 1    | 京セラドーム大阪（大阪府）                     |
| 2018年 | 全17公演 7月15日 - 11月18日                | KANJANI'S EIGHTERTAINMENT GR8EST                                              | 8月    | 24日   | 1    | 京セラドーム大阪（大阪府）                     |
| 2018年 | 全17公演 7月15日 - 11月18日                | KANJANI'S EIGHTERTAINMENT GR8EST                                              | 8月    | 25日   | 1    | 京セラドーム大阪（大阪府）                     |
| 2018年 | 全17公演 7月15日 - 11月18日                | KANJANI'S EIGHTERTAINMENT GR8EST                                              | 8月    | 26日   | 1    | 京セラドーム大阪（大阪府）                     |
| 2018年 | 全17公演 7月15日 - 11月18日                | KANJANI'S EIGHTERTAINMENT GR8EST                                              | 9月    | 6日    | 1    | 東京ドーム（東京都）                           |
| 2018年 | 全17公演 7月15日 - 11月18日                | KANJANI'S EIGHTERTAINMENT GR8EST                                              | 9月    | 7日    | 1    | 東京ドーム（東京都）                           |
| 2018年 | 全17公演 7月15日 - 11月18日                | KANJANI'S EIGHTERTAINMENT GR8EST                                              | 9月    | 8日    | 1    | 東京ドーム（東京都）                           |
| 2018年 | 全17公演 7月15日 - 11月18日                | KANJANI'S EIGHTERTAINMENT GR8EST                                              | 9月    | 9日    | 1    | 東京ドーム（東京都）                           |
| 2018年 | 全17公演 7月15日 - 11月18日                | KANJANI'S EIGHTERTAINMENT GR8EST                                              | 9月    | 15日   | 1    | 福岡ヤフオク!ドーム（福岡県）                  |
| 2018年 | 全17公演 7月15日 - 11月18日                | KANJANI'S EIGHTERTAINMENT GR8EST                                              | 9月    | 16日   | 1    | 福岡ヤフオク!ドーム（福岡県）                  |
| 2018年 | 全17公演 7月15日 - 11月18日                | KANJANI'S EIGHTERTAINMENT GR8EST in Taipei                                    | 9月    | 22日   | 1    | 台北アリーナ（台湾・台北市）                   |
| 2018年 | 全17公演 7月15日 - 11月18日                | KANJANI'S EIGHTERTAINMENT GR8EST in Taipei                                    | 9月    | 23日   | 1    | 台北アリーナ（台湾・台北市）                   |
| 2018年 | 全17公演 7月15日 - 11月18日                | KANJANI'S EIGHTERTAINMENT GR8EST                                              | 11月   | 17日   | 1    | 京セラドーム大阪（大阪府）                     |
| 2018年 | 全17公演 7月15日 - 11月18日                | KANJANI'S EIGHTERTAINMENT GR8EST                                              | 11月   | 18日   | 1    | 京セラドーム大阪（大阪府）                     |
| 2019年 | 全1公演 4月23日                            | 十五祭前夜祭                                                                  | 4月    | 23日   | 1    | 大阪松竹座（大阪府）                           |
| 2019年 | 全12公演 7月14日 - 9月3日                  | 十五祭                                                                        | 7月    | 14日   | 1    | 札幌ドーム（北海道）                           |
| 2019年 | 全12公演 7月14日 - 9月3日                  | 十五祭                                                                        | 7月    | 19日   | 1    | ナゴヤドーム（愛知県）                         |
| 2019年 | 全12公演 7月14日 - 9月3日                  | 十五祭                                                                        | 7月    | 20日   | 1    | ナゴヤドーム（愛知県）                         |
| 2019年 | 全12公演 7月14日 - 9月3日                  | 十五祭                                                                        | 7月    | 21日   | 1    | ナゴヤドーム（愛知県）                         |
| 2019年 | 全12公演 7月14日 - 9月3日                  | 十五祭                                                                        | 7月    | 27日   | 1    | 京セラドーム大阪（大阪府）                     |
| 2019年 | 全12公演 7月14日 - 9月3日                  | 十五祭                                                                        | 7月    | 28日   | 1    | 京セラドーム大阪（大阪府）                     |
| 2019年 | 全12公演 7月14日 - 9月3日                  | 十五祭                                                                        | 7月    | 29日   | 1    | 京セラドーム大阪（大阪府）                     |
| 2019年 | 全12公演 7月14日 - 9月3日                  | 十五祭                                                                        | 8月    | 3日    | 1    | 福岡ヤフオク!ドーム（福岡県）                  |
| 2019年 | 全12公演 7月14日 - 9月3日                  | 十五祭                                                                        | 8月    | 4日    | 1    | 福岡ヤフオク!ドーム（福岡県）                  |
| 2019年 | 全12公演 7月14日 - 9月3日                  | 十五祭                                                                        | 9月    | 1日    | 1    | 東京ドーム（東京都）                           |
| 2019年 | 全12公演 7月14日 - 9月3日                  | 十五祭                                                                        | 9月    | 2日    | 1    | 東京ドーム（東京都）                           |
| 2019年 | 全12公演 7月14日 - 9月3日                  | 十五祭                                                                        | 9月    | 3日    | 1    | 東京ドーム（東京都）                           |
| 2019年 | 全20公演 11月6日 - 2020年2月14日           | 関ジャニ∞ 47都道府県ツアー UPDATE                                             | 11月   | 6日    | 1    | 大阪松竹座（大阪府）                           |
| 2019年 | 全20公演 11月6日 - 2020年2月14日           | 関ジャニ∞ 47都道府県ツアー UPDATE                                             | 11月   | 17日   | 1    | 西都市民会館（宮崎県）                         |
| 2019年 | 全20公演 11月6日 - 2020年2月14日           | 関ジャニ∞ 47都道府県ツアー UPDATE                                             | 11月   | 20日   | 1    | 荒尾総合文化センター（熊本県）                 |
| 2019年 | 全20公演 11月6日 - 2020年2月14日           | 関ジャニ∞ 47都道府県ツアー UPDATE                                             | 11月   | 20日   | 1    | 大牟田文化会館（福岡県）                       |
| 2019年 | 全20公演 11月6日 - 2020年2月14日           | 関ジャニ∞ 47都道府県ツアー UPDATE                                             | 11月   | 29日   | 1    | 宇佐文化会館ウサノピア（大分県）               |
| 2019年 | 全20公演 11月6日 - 2020年2月14日           | 関ジャニ∞ 47都道府県ツアー UPDATE                                             | 11月   | 30日   | 1    | 島原文化会館（長崎県）                         |
| 2019年 | 全20公演 11月6日 - 2020年2月14日           | 関ジャニ∞ 47都道府県ツアー UPDATE                                             | 12月   | 13日   | 1    | 岡山市民会館（岡山県）                         |
| 2019年 | 全20公演 11月6日 - 2020年2月14日           | 関ジャニ∞ 47都道府県ツアー UPDATE                                             | 12月   | 14日   | 1    | 上野学園ホール（広島県）                       |
| 2019年 | 全20公演 11月6日 - 2020年2月14日           | 関ジャニ∞ 47都道府県ツアー UPDATE                                             | 1月    | 11日   | 1    | 西予市宇和文化会館（愛媛県）                   |
| 2019年 | 全20公演 11月6日 - 2020年2月14日           | 関ジャニ∞ 47都道府県ツアー UPDATE                                             | 1月    | 12日   | 1    | 須崎市立市民文化会館（高知県）                 |
| 2019年 | 全20公演 11月6日 - 2020年2月14日           | 関ジャニ∞ 47都道府県ツアー UPDATE                                             | 1月    | 16日   | 1    | 習志野文化ホール（千葉県）                     |
| 2019年 | 全20公演 11月6日 - 2020年2月14日           | 関ジャニ∞ 47都道府県ツアー UPDATE                                             | 1月    | 30日   | 1    | 東京エレクトロン韮崎文化ホール（山梨県）       |
| 2019年 | 全20公演 11月6日 - 2020年2月14日           | 関ジャニ∞ 47都道府県ツアー UPDATE                                             | 2月    | 7日    | 1    | 滋賀県立芸術劇場 びわ湖ホール（滋賀県）        |
| 2019年 | 全20公演 11月6日 - 2020年2月14日           | 関ジャニ∞ 47都道府県ツアー UPDATE                                             | 2月    | 7日    | 1    | 宇治市文化センター（京都府）                   |
| 2019年 | 全20公演 11月6日 - 2020年2月14日           | 関ジャニ∞ 47都道府県ツアー UPDATE                                             | 2月    | 10日   | 1    | なら100年会館（奈良県）                        |
| 2019年 | 全20公演 11月6日 - 2020年2月14日           | 関ジャニ∞ 47都道府県ツアー UPDATE                                             | 2月    | 11日   | 1    | 和歌山県民文化会館（和歌山県）                 |
| 2019年 | 全20公演 11月6日 - 2020年2月14日           | 関ジャニ∞ 47都道府県ツアー UPDATE                                             | 2月    | 11日   | 1    | 西宮市民会館（兵庫県）                         |
| 2019年 | 全20公演 11月6日 - 2020年2月14日           | 関ジャニ∞ 47都道府県ツアー UPDATE                                             | 2月    | 12日   | 1    | 周南市文化会館（山口県）                       |
| 2019年 | 全20公演 11月6日 - 2020年2月14日           | 関ジャニ∞ 47都道府県ツアー UPDATE                                             | 2月    | 14日   | 1    | 香川県県民ホール（香川県）                     |
| 2019年 | 全20公演 11月6日 - 2020年2月14日           | 関ジャニ∞ 47都道府県ツアー UPDATE                                             | 2月    | 14日   | 1    | 鳴門市文化会館（徳島県）                       |
| 2019年 | 中止公演：全27公演 2020年3月11日 - 4月29日 | 関ジャニ∞ 47都道府県ツアー UPDATE                                             | 3月    | 11日   | 1    | 島根県民会館（島根県）                         |
| 2019年 | 中止公演：全27公演 2020年3月11日 - 4月29日 | 関ジャニ∞ 47都道府県ツアー UPDATE                                             | 3月    | 11日   | 1    | 米子市公会堂（鳥取県）                         |
| 2019年 | 中止公演：全27公演 2020年3月11日 - 4月29日 | 関ジャニ∞ 47都道府県ツアー UPDATE                                             | 3月    | 12日   | 1    | 結城市民センターアクロス（茨城県）             |
| 2019年 | 中止公演：全27公演 2020年3月11日 - 4月29日 | 関ジャニ∞ 47都道府県ツアー UPDATE                                             | 3月    | 22日   | 1    | 一宮市民会館（愛知県）                         |
| 2019年 | 中止公演：全27公演 2020年3月11日 - 4月29日 | 関ジャニ∞ 47都道府県ツアー UPDATE                                             | 3月    | 23日   | 1    | 岐阜市民会館（岐阜県）                         |
| 2019年 | 中止公演：全27公演 2020年3月11日 - 4月29日 | 関ジャニ∞ 47都道府県ツアー UPDATE                                             | 3月    | 23日   | 1    | NTNシティホール（三重県）                      |
| 2019年 | 中止公演：全27公演 2020年3月11日 - 4月29日 | 関ジャニ∞ 47都道府県ツアー UPDATE                                             | 3月    | 24日   | 1    | 上越文化会館（新潟県）                         |
| 2019年 | 中止公演：全27公演 2020年3月11日 - 4月29日 | 関ジャニ∞ 47都道府県ツアー UPDATE                                             | 3月    | 24日   | 1    | 高周波文化ホール（富山県）                     |
| 2019年 | 中止公演：全27公演 2020年3月11日 - 4月29日 | 関ジャニ∞ 47都道府県ツアー UPDATE                                             | 3月    | 25日   | 1    | フェニックス・プラザ（福井県）                 |
| 2019年 | 中止公演：全27公演 2020年3月11日 - 4月29日 | 関ジャニ∞ 47都道府県ツアー UPDATE                                             | 3月    | 25日   | 1    | 本多の森ホール（石川県）                       |
| 2019年 | 中止公演：全27公演 2020年3月11日 - 4月29日 | 関ジャニ∞ 47都道府県ツアー UPDATE                                             | 3月    | 27日   | 1    | サントミューゼ（長野県）                       |
| 2019年 | 中止公演：全27公演 2020年3月11日 - 4月29日 | 関ジャニ∞ 47都道府県ツアー UPDATE                                             | 3月    | 29日   | 1    | 薩摩川内市川内文化ホール（鹿児島県）           |
| 2019年 | 中止公演：全27公演 2020年3月11日 - 4月29日 | 関ジャニ∞ 47都道府県ツアー UPDATE                                             | 4月    | 3日    | 1    | 鳥栖市民文化会館（佐賀県）                     |
| 2019年 | 中止公演：全27公演 2020年3月11日 - 4月29日 | 関ジャニ∞ 47都道府県ツアー UPDATE                                             | 4月    | 4日    | 1    | サンシティホール（埼玉県）                     |
| 2019年 | 中止公演：全27公演 2020年3月11日 - 4月29日 | 関ジャニ∞ 47都道府県ツアー UPDATE                                             | 4月    | 7日    | 1    | 富士市文化会館ロゼシアター（静岡県）           |
| 2019年 | 中止公演：全27公演 2020年3月11日 - 4月29日 | 関ジャニ∞ 47都道府県ツアー UPDATE                                             | 4月    | 7日    | 1    | 小田原市民会館（神奈川県）                     |
| 2019年 | 中止公演：全27公演 2020年3月11日 - 4月29日 | 関ジャニ∞ 47都道府県ツアー UPDATE                                             | 4月    | 9日    | 1    | オリンパスホール八王子（東京都）               |
| 2019年 | 中止公演：全27公演 2020年3月11日 - 4月29日 | 関ジャニ∞ 47都道府県ツアー UPDATE                                             | 4月    | 10日   | 1    | 足利市民会館（栃木県）                         |
| 2019年 | 中止公演：全27公演 2020年3月11日 - 4月29日 | 関ジャニ∞ 47都道府県ツアー UPDATE                                             | 4月    | 10日   | 1    | 太田市民会館（群馬県）                         |
| 2019年 | 中止公演：全27公演 2020年3月11日 - 4月29日 | 関ジャニ∞ 47都道府県ツアー UPDATE                                             | 4月    | 11日   | 1    | シェルターなんようホール（山形県）             |
| 2019年 | 中止公演：全27公演 2020年3月11日 - 4月29日 | 関ジャニ∞ 47都道府県ツアー UPDATE                                             | 4月    | 12日   | 1    | 北上市文化交流センター さくらホール（岩手県）  |
| 2019年 | 中止公演：全27公演 2020年3月11日 - 4月29日 | 関ジャニ∞ 47都道府県ツアー UPDATE                                             | 4月    | 17日   | 1    | 秋田市文化会館（秋田県）                       |
| 2019年 | 中止公演：全27公演 2020年3月11日 - 4月29日 | 関ジャニ∞ 47都道府県ツアー UPDATE                                             | 4月    | 20日   | 1    | 南相馬市民文化会館 ゆめはっと（福島県）        |
| 2019年 | 中止公演：全27公演 2020年3月11日 - 4月29日 | 関ジャニ∞ 47都道府県ツアー UPDATE                                             | 4月    | 20日   | 1    | 東京エレクトロンホール宮城（宮城県）           |
| 2019年 | 中止公演：全27公演 2020年3月11日 - 4月29日 | 関ジャニ∞ 47都道府県ツアー UPDATE                                             | 4月    | 24日   | 1    | ふるさと交流圏民センターオルテンシア（青森県） |
| 2019年 | 中止公演：全27公演 2020年3月11日 - 4月29日 | 関ジャニ∞ 47都道府県ツアー UPDATE                                             | 4月    | 26日   | 1    | 函館市民会館（北海道）                         |
| 2019年 | 中止公演：全27公演 2020年3月11日 - 4月29日 | 関ジャニ∞ 47都道府県ツアー UPDATE                                             | 4月    | 29日   | 1    | アイム・ユニバースてだこホール（沖縄県）       |

### 2020年代
| 開始年 | 日程                              | ライブタイトル                                         | 開催日 | 開催日 | 回数 | 会場                                         |
| ------ | --------------------------------- | ------------------------------------------------------ | ------ | ------ | ---- | -------------------------------------------- |
| 2020年 | 全1公演 8月8日                    | Johnny's DREAM IsLAND 2020→2025 〜大好きなこの街から〜 | 8月    | 8日    | 1    | 大阪松竹座（大阪府）                         |
| 2021年 | 全1公演 9月某日                   | 8BEAT SECRET LIVE                                      | 9月    | 某日   | 1    | コニファーフォレスト（山梨県）               |
| 2021年 | 全26公演 11月20日 - 2022年1月23日 | KANJANI'S Re:LIVE 8BEAT                                | 11月   | 20日   | 1    | 真駒内セキスイハイムアイスアリーナ（北海道） |
| 2021年 | 全26公演 11月20日 - 2022年1月23日 | KANJANI'S Re:LIVE 8BEAT                                | 11月   | 21日   | 2    | 真駒内セキスイハイムアイスアリーナ（北海道） |
| 2021年 | 全26公演 11月20日 - 2022年1月23日 | KANJANI'S Re:LIVE 8BEAT                                | 11月   | 26日   | 1    | 横浜アリーナ（神奈川県）                     |
| 2021年 | 全26公演 11月20日 - 2022年1月23日 | KANJANI'S Re:LIVE 8BEAT                                | 11月   | 27日   | 1    | 横浜アリーナ（神奈川県）                     |
| 2021年 | 全26公演 11月20日 - 2022年1月23日 | KANJANI'S Re:LIVE 8BEAT                                | 11月   | 28日   | 2    | 横浜アリーナ（神奈川県）                     |
| 2021年 | 全26公演 11月20日 - 2022年1月23日 | KANJANI'S Re:LIVE 8BEAT                                | 12月   | 8日    | 1    | マリンメッセ福岡（福岡県）                   |
| 2021年 | 全26公演 11月20日 - 2022年1月23日 | KANJANI'S Re:LIVE 8BEAT                                | 12月   | 9日    | 1    | マリンメッセ福岡（福岡県）                   |
| 2021年 | 全26公演 11月20日 - 2022年1月23日 | KANJANI'S Re:LIVE 8BEAT                                | 12月   | 17日   | 1    | サンドーム福井（福井県）                     |
| 2021年 | 全26公演 11月20日 - 2022年1月23日 | KANJANI'S Re:LIVE 8BEAT                                | 12月   | 18日   | 1    | サンドーム福井（福井県）                     |
| 2021年 | 全26公演 11月20日 - 2022年1月23日 | KANJANI'S Re:LIVE 8BEAT                                | 12月   | 19日   | 2    | サンドーム福井（福井県）                     |
| 2021年 | 全26公演 11月20日 - 2022年1月23日 | KANJANI'S Re:LIVE 8BEAT                                | 12月   | 22日   | 1    | 幕張メッセ 国際展示場6〜8ホール（千葉県）    |
| 2021年 | 全26公演 11月20日 - 2022年1月23日 | KANJANI'S Re:LIVE 8BEAT                                | 12月   | 23日   | 1    | 幕張メッセ 国際展示場6〜8ホール（千葉県）    |
| 2021年 | 全26公演 11月20日 - 2022年1月23日 | KANJANI'S Re:LIVE 8BEAT                                | 12月   | 24日   | 1    | 幕張メッセ 国際展示場6〜8ホール（千葉県）    |
| 2021年 | 全26公演 11月20日 - 2022年1月23日 | KANJANI'S Re:LIVE 8BEAT                                | 1月    | 6日    | 2    | 日本ガイシホール（愛知県）                   |
| 2021年 | 全26公演 11月20日 - 2022年1月23日 | KANJANI'S Re:LIVE 8BEAT                                | 1月    | 7日    | 1    | 日本ガイシホール（愛知県）                   |
| 2021年 | 全26公演 11月20日 - 2022年1月23日 | KANJANI'S Re:LIVE 8BEAT                                | 1月    | 14日   | 1    | ワールド記念ホール（兵庫県）                 |
| 2021年 | 全26公演 11月20日 - 2022年1月23日 | KANJANI'S Re:LIVE 8BEAT                                | 1月    | 15日   | 1    | ワールド記念ホール（兵庫県）                 |
| 2021年 | 全26公演 11月20日 - 2022年1月23日 | KANJANI'S Re:LIVE 8BEAT                                | 1月    | 16日   | 2    | ワールド記念ホール（兵庫県）                 |
| 2021年 | 全26公演 11月20日 - 2022年1月23日 | KANJANI'S Re:LIVE 8BEAT                                | 1月    | 22日   | 1    | セキスイハイムスーパーアリーナ（宮城県）     |
| 2021年 | 全26公演 11月20日 - 2022年1月23日 | KANJANI'S Re:LIVE 8BEAT                                | 1月    | 23日   | 2    | セキスイハイムスーパーアリーナ（宮城県）     |
| 2022年 | 全4公演 7月16日 - 24日            | 18祭                                                   | 7月    | 16日   | 1    | 日産スタジアム（神奈川県）                   |
| 2022年 | 全4公演 7月16日 - 24日            | 18祭                                                   | 7月    | 17日   | 1    | 日産スタジアム（神奈川県）                   |
| 2022年 | 全4公演 7月16日 - 24日            | 18祭                                                   | 7月    | 23日   | 1    | ヤンマースタジアム長居（大阪府）             |
| 2022年 | 全4公演 7月16日 - 24日            | 18祭                                                   | 7月    | 24日   | 1    | ヤンマースタジアム長居（大阪府）             |
| 2022年 | 全10公演 12月17日 - 2023年1月15日 | 関ジャニ∞ ドームLIVE 18祭                              | 12月   | 17日   | 1    | 福岡PayPayドーム（福岡県）                   |
| 2022年 | 全10公演 12月17日 - 2023年1月15日 | 関ジャニ∞ ドームLIVE 18祭                              | 12月   | 18日   | 1    | 福岡PayPayドーム（福岡県）                   |
| 2022年 | 全10公演 12月17日 - 2023年1月15日 | 関ジャニ∞ ドームLIVE 18祭                              | 12月   | 24日   | 1    | バンテリンドームナゴヤ（愛知県）             |
| 2022年 | 全10公演 12月17日 - 2023年1月15日 | 関ジャニ∞ ドームLIVE 18祭                              | 12月   | 25日   | 1    | バンテリンドームナゴヤ（愛知県）             |
| 2022年 | 全10公演 12月17日 - 2023年1月15日 | 関ジャニ∞ ドームLIVE 18祭                              | 1月    | 7日    | 1    | 東京ドーム（東京都）                         |
| 2022年 | 全10公演 12月17日 - 2023年1月15日 | 関ジャニ∞ ドームLIVE 18祭                              | 1月    | 8日    | 1    | 東京ドーム（東京都）                         |
| 2022年 | 全10公演 12月17日 - 2023年1月15日 | 関ジャニ∞ ドームLIVE 18祭                              | 1月    | 9日    | 1    | 東京ドーム（東京都）                         |
| 2022年 | 全10公演 12月17日 - 2023年1月15日 | 関ジャニ∞ ドームLIVE 18祭                              | 1月    | 13日   | 1    | 京セラドーム大阪（大阪府）                   |
| 2022年 | 全10公演 12月17日 - 2023年1月15日 | 関ジャニ∞ ドームLIVE 18祭                              | 1月    | 14日   | 1    | 京セラドーム大阪（大阪府）                   |
| 2022年 | 全10公演 12月17日 - 2023年1月15日 | 関ジャニ∞ ドームLIVE 18祭                              | 1月    | 15日   | 1    | 京セラドーム大阪（大阪府）                   |
| 2023年 | 全1公演 9月9日                    | KANJANI∞ 20FES 〜前夜祭〜                              | 9月    | 9日    | 1    | コニファーフォレスト（山梨県）               |

| 開始年 | 日程                            | ライブタイトル                   | 開催日 | 開催日 | 回数 | 会場                                         |
| ------ | ------------------------------- | -------------------------------- | ------ | ------ | ---- | -------------------------------------------- |
| 2024年 | 全16公演 8月9日 - 11月3日       | 超アリーナツアー2024 SUPER EIGHT | 8月    | 9日    | 1    | Aichi Sky Expo（愛知県）                     |
| 2024年 | 全16公演 8月9日 - 11月3日       | 超アリーナツアー2024 SUPER EIGHT | 8月    | 10日   | 1    | Aichi Sky Expo（愛知県）                     |
| 2024年 | 全16公演 8月9日 - 11月3日       | 超アリーナツアー2024 SUPER EIGHT | 8月    | 11日   | 1    | Aichi Sky Expo（愛知県）                     |
| 2024年 | 全16公演 8月9日 - 11月3日       | 超アリーナツアー2024 SUPER EIGHT | 8月    | 23日   | 1    | 朱鷺メッセ（新潟県）                         |
| 2024年 | 全16公演 8月9日 - 11月3日       | 超アリーナツアー2024 SUPER EIGHT | 8月    | 24日   | 1    | 朱鷺メッセ（新潟県）                         |
| 2024年 | 全16公演 8月9日 - 11月3日       | 超アリーナツアー2024 SUPER EIGHT | 8月    | 25日   | 1    | 朱鷺メッセ（新潟県）                         |
| 2024年 | 全16公演 8月9日 - 11月3日       | 超アリーナツアー2024 SUPER EIGHT | 8月    | 31日   | 1    | エコパアリーナ（静岡県）                     |
| 2024年 | 全16公演 8月9日 - 11月3日       | 超アリーナツアー2024 SUPER EIGHT | 9月    | 1日    | 1    | エコパアリーナ（静岡県）                     |
| 2024年 | 全16公演 8月9日 - 11月3日       | 超アリーナツアー2024 SUPER EIGHT | 10月   | 1日    | 1    | マリンメッセ福岡（福岡県）                   |
| 2024年 | 全16公演 8月9日 - 11月3日       | 超アリーナツアー2024 SUPER EIGHT | 10月   | 2日    | 1    | マリンメッセ福岡（福岡県）                   |
| 2024年 | 全16公演 8月9日 - 11月3日       | 超アリーナツアー2024 SUPER EIGHT | 10月   | 8日    | 1    | 横浜アリーナ（神奈川県）                     |
| 2024年 | 全16公演 8月9日 - 11月3日       | 超アリーナツアー2024 SUPER EIGHT | 10月   | 9日    | 2    | 横浜アリーナ（神奈川県）                     |
| 2024年 | 全16公演 8月9日 - 11月3日       | 超アリーナツアー2024 SUPER EIGHT | 10月   | 10日   | 1    | 横浜アリーナ（神奈川県）                     |
| 2024年 | 全16公演 8月9日 - 11月3日       | 超アリーナツアー2024 SUPER EIGHT | 10月   | 26日   | 1    | Asueアリーナ大阪（大阪府）                   |
| 2024年 | 全16公演 8月9日 - 11月3日       | 超アリーナツアー2024 SUPER EIGHT | 10月   | 27日   | 1    | Asueアリーナ大阪（大阪府）                   |
| 2024年 | 全16公演 8月9日 - 11月3日       | 超アリーナツアー2024 SUPER EIGHT | 11月   | 2日    | 1    | 真駒内セキスイハイムアイスアリーナ（北海道） |
| 2024年 | 全16公演 8月9日 - 11月3日       | 超アリーナツアー2024 SUPER EIGHT | 11月   | 3日    | 1    | 真駒内セキスイハイムアイスアリーナ（北海道） |
| 2024年 | 全8公演 12月7日 - 2025年1月13日 | SUPER EIGHT 超DOME TOUR 二十祭   | 12月   | 7日    | 1    | みずほPayPayドーム福岡（福岡県）             |
| 2024年 | 全8公演 12月7日 - 2025年1月13日 | SUPER EIGHT 超DOME TOUR 二十祭   | 12月   | 8日    | 1    | みずほPayPayドーム福岡（福岡県）             |
| 2024年 | 全8公演 12月7日 - 2025年1月13日 | SUPER EIGHT 超DOME TOUR 二十祭   | 12月   | 21日   | 1    | 東京ドーム（東京都）                         |
| 2024年 | 全8公演 12月7日 - 2025年1月13日 | SUPER EIGHT 超DOME TOUR 二十祭   | 12月   | 22日   | 1    | 東京ドーム（東京都）                         |
| 2024年 | 全8公演 12月7日 - 2025年1月13日 | SUPER EIGHT 超DOME TOUR 二十祭   | 12月   | 23日   | 1    | 東京ドーム（東京都）                         |
| 2024年 | 全8公演 12月7日 - 2025年1月13日 | SUPER EIGHT 超DOME TOUR 二十祭   | 1月    | 11日   | 1    | 京セラドーム大阪（大阪府）                   |
| 2024年 | 全8公演 12月7日 - 2025年1月13日 | SUPER EIGHT 超DOME TOUR 二十祭   | 1月    | 12日   | 1    | 京セラドーム大阪（大阪府）                   |
| 2024年 | 全8公演 12月7日 - 2025年1月13日 | SUPER EIGHT 超DOME TOUR 二十祭   | 1月    | 13日   | 1    | 京セラドーム大阪（大阪府）                   |
| 2025年 | 全3公演 11月26日 - 28日（予定） | SUPER EIGHT 2025                 | 11月   | 26日   | 1    | 日本武道館（東京都）                         |
| 2025年 | 全3公演 11月26日 - 28日（予定） | SUPER EIGHT 2025                 | 11月   | 27日   | 1    | 日本武道館（東京都）                         |
| 2025年 | 全3公演 11月26日 - 28日（予定） | SUPER EIGHT 2025                 | 11月   | 28日   | 1    | 日本武道館（東京都）                         |

## 音楽フェスティバル
| 日程                    | イベントタイトル                                     | 会場                                     | 収録作品                |
| ----------------------- | ---------------------------------------------------- | ---------------------------------------- | ----------------------- |
| 2015年11月23日          | テレビ朝日ドリームフェスティバル2015                 | 国立代々木競技場 第一体育館（東京都）    | 未収録                  |
| 2017年5月21日           | TOKYO METROPOLITAN ROCK FESTIVAL 2017                | 新木場・若洲公園（東京都）               | 奇跡の人                |
| 2019年10月12日 （中止） | 関ジャムFES （テレビ朝日ドリームフェスティバル2019） | 幕張メッセ（千葉県）                     | （開催中止）            |
| 2021年9月26日           | 関ジャムFES （テレビ朝日ドリームフェスティバル2021） | 幕張メッセ（千葉県）                     | KANJANI'S Re:LIVE 8BEAT |
| 2022年8月13日 （中止）  | ROCK IN JAPAN FESTIVAL 2022                          | 千葉市蘇我スポーツ公園（千葉県）         | （開催中止）            |
| 2023年8月12日           | ROCK IN JAPAN FESTIVAL 2023                          | 千葉市蘇我スポーツ公園（千葉県）         | アンスロポス            |
| 2023年9月2日            | WANIMA presents 1CHANCE FESTIVAL 2023                | 熊本県農業公園カントリーパーク（熊本県） | アンスロポス            |

| 日程                 | イベントタイトル                           | 会場                               | 収録作品 |
| -------------------- | ------------------------------------------ | ---------------------------------- | -------- |
| 2024年6月21日 - 23日 | EIGHT-JAM FES                              | さいたまスーパーアリーナ（埼玉県） | 未収録   |
| 2024年9月14日        | ROCK IN JAPAN FESTIVAL 2024 in HITACHINAKA | 国営ひたち海浜公園（茨城県）       | 未収録   |

## その他イベント

### ジャニーズカウントダウン
- 錦戸・内のNEWSでの出演は除く。
- 日程は各年12月31日 - 翌年1月1日。

| 年     | タイトル                                                                                                  | 会場                         |
| ------ | --- | ---------------------------- |
| 2004年 | Johnnys' "BIG SURPRISE" Countdown                                                                         | 東京ドーム（東京都）         |
| 2005年 | 〜Johnnys' Countdown 2005-2006〜 見なきゃソンSONG『PRIDEかけてジャニーズ歌合戦』 at TOKYO DOME since 1998 | 東京ドーム（東京都）         |
| 2006年 | Johnnys' Countdown 2006-2007                                                                              | 東京ドーム（東京都）         |
| 2007年 | Johnnys' Countdown 2007-2008                                                                              | 東京ドーム（東京都）         |
| 2008年 | Johnnys' Countdown 2008-2009                                                                              | 東京ドーム（東京都）         |
| 2009年 | Johnnys' Countdown 2009-2010                                                                              | 京セラドーム大阪（大阪府）   |
| 2010年 | Johnnys' Countdown 2010-2011                                                                              | 京セラドーム大阪（大阪府）   |
| 2011年 | Johnnys' Countdown 2011-2012                                                                              | 京セラドーム大阪（大阪府）   |
| 2012年 | Johnnys' Countdown 2012-2013                                                                              | 東京プリンスホテル（東京都） |
| 2015年 | ジャニーズカウントダウン 2015-2016                                                                        | 東京ドーム（東京都）         |
| 2016年 | ジャニーズカウントダウン 2016-2017                                                                        | 東京ドーム（東京都）         |
| 2017年 | ジャニーズカウントダウン 2017-2018                                                                        | 東京ドーム（東京都）         |
| 2018年 | ジャニーズカウントダウン 2018-2019                                                                        | 東京ドーム（東京都）         |
| 2019年 | ジャニーズカウントダウン 2019-2020                                                                        | 東京ドーム（東京都）         |
| 2020年 | 日本中に元気を!!ジャニーズカウントダウン2020-2021 〜東京の街から歌でつながる生放送〜                      | 湾岸スタジオ（東京都）       |
| 2021年 | ジャニーズカウントダウン 2021-2022                                                                        | 東京ドーム（東京都）         |
| 2022年 | ジャニーズカウントダウン 2022-2023                                                                        | 東京ドーム（東京都）         |

### ライブイベント
| 開催年 | 日程     | イベントタイトル                                       | 会場                     | 収録先                                                                    |
| ------ | -------- | ------------------------------------------------------ | ------------------------ | ------------------------------------------------------------------------- |
| 2005年 | 5月19日  | 第21回 じゃがいもの会 応援歌2005                       | NHKホール（東京都）      | 未収録                                                                    |
| 2007年 | 5月17日  | 第23回 じゃがいもの会 応援歌2007                       | NHKホール（東京都）      | 未収録                                                                    |
| 2018年 | 10月4日  | 第2回 日･ASEAN音楽祭                                   | NHKホール（東京都）      | 未収録                                                                    |
| 2020年 | 3月29日  | Johnny's World Happy LIVE with YOU                     | 横浜アリーナ（神奈川県） | 未収録                                                                    |
| 2020年 | 6月17日  | Johnny's World Happy LIVE with YOU                     | 横浜アリーナ（神奈川県） | 未収録                                                                    |
| 2020年 | 7月28日  | Johnny's DREAM IsLAND 2020→2025 〜大好きなこの街から〜 | 万博記念公園（大阪府）   | 未収録                                                                    |
| 2021年 | 12月30日 | Johnny's Festival 〜Thank you 2021 Hello 2022〜        | 東京ドーム（東京都）     | V.A.ライブDVD/Blu-ray 『Johnny's Festival 〜Thank you 2021 Hello 2022〜』 |

| 開催年 | 日程                      | イベントタイトル                     | 開催日 | 開催日 | 会場                       | 収録先 |
| ------ | ------------------------- | ------------------------------------ | ------ | ------ | -------------------------- | --- |
| 2024年 | 全3公演 4月10日 - 5月30日 | WE ARE! Let's get the party STARTO!! | 4月    | 10日   | 東京ドーム（東京都）       | 未収録 |
| 2024年 | 全3公演 4月10日 - 5月30日 | WE ARE! Let's get the party STARTO!! | 5月    | 29日   | 京セラドーム大阪（大阪府） | 未収録 |
| 2024年 | 全3公演 4月10日 - 5月30日 | WE ARE! Let's get the party STARTO!! | 5月    | 30日   | 京セラドーム大阪（大阪府） | 未収録 |
| 2024年 | 全1公演 11月16日          | 35th Anniversary Live スカパラ甲子園 | 11月   | 16日   | 阪神甲子園球場（兵庫県）   | 東京スカパラダイスオーケストラ ベストアルバム 『NO BORDER HITS 2025→2001 〜ベスト・オブ・東京スカパラダイスオーケストラ〜』 |

### イベント
| 開催年 | 日程                     | イベントタイトル                                                                      | 会場 |
| ------ | ------------------------ | ------------------------------------------------------------------------------------- | --- |
| 2004年 | 7月19日                  | 1万人のやぐらダンス                                                                   | 大阪城ホール（大阪府） |
| 2004年 | 9月18日                  | 『浪花いろは節』大握手会                                                              | Zepp Osaka（大阪府） |
| 2004年 | 12月12日                 | X'masイベントLIVE                                                                     | ユニバーサル・スタジオ・ジャパン（大阪府） |
| 2005年 | 9月4日                   | 1万人のやぐらダンス                                                                   | 大阪城ホール（大阪府） |
| 2005年 | 9月17日・18日            | 『好きやねん、大阪。/桜援歌(Oh!ENKA)/無限大』大握手会                                 | - 東京国際フォーラム（東京都） - 大阪南港ATC（大阪府） |
| 2005年 | 10月30日                 | 生きる2005 IN 国技館 〜小児がんなど病気と闘う子供たちとともに〜                       | 両国国技館（東京都） |
| 2009年 | 10月3日 - 18日           | 『TOUR 2∞9 PUZZLE』発売記念イベント                                                   | - 品川ステラボール（東京都） - 名古屋市公会堂（愛知県） - 堂島リバーフォーラム（大阪府） - パピヨン24ガスホール（福岡県） - 札幌ファクトリーホール（北海道） |
| 2010年 | 9月12日                  | CLUB "THE EIGHT" プレミアイベント                                                     | 東京国際フォーラム（東京都） |
| 2011年 | 4月1日・2日              | Marching J                                                                            | 代々木第一体育館（東京都） |
| 2012年 | 8月4日 - 12日            | ∞祭 〜ボクらも8っちゃい、8っちゃけまつり〜                                            | - 幕張メッセ（千葉県） - インテックス大阪（大阪府） |
| 2012年 | 8月8日                   | 松原信一 presents すごはち                                                            | 京セラドーム大阪（大阪府） |
| 2013年 | 4月22日                  | 『へそ曲がり/ここにしかない景色』発売記念イベント                                     | Shibuya O-EAST（東京都） |
| 2014年 | 5月17日 - 25日           | 関ジャニ∞の会2014                                                                     | - 東京グローブ座（東京都） - 森ノ宮ピロティホール（大阪府）                                                                                                  |
| 2014年 | 10月14日                 | INFINITY RECORDS 出陣式                                                               | 六本木ヒルズアリーナ（東京都） |
| 2015年 | 1月10日                  | 関ジャニ∞のレコメン!ラジオ史上最大の公開録音スペシャル                                | 京セラドーム大阪（大阪府） |
| 2022年 | 1月24日                  | Road to Re:LIVE 後夜祭 8BEAT賞 授賞式                                                 | 東京グローブ座（東京都） |
| 2022年 | 12月18日 - 2023年1月14日 | 関ジャニ∞リハーサル見学会 〜ホンマにリハしかせぇへんよ!〜                             | - 福岡PayPayドーム（福岡県） - バンテリンドームナゴヤ（愛知県） - 東京ドーム（東京都） - 京セラドーム大阪（大阪府）                                          |
| 2023年 | 9月10日                  | もうハライッパイ?!みのりの秋だョ!全員集合!関ジャニ∞の春夏冬中テレビ 生配信スペシャル! | 不明 |

| 開催年 | 日程              | イベントタイトル                                                 | 会場 |
| ------ | ----------------- | ---------------------------------------------------------------- | --- |
| 2024年 | 8月11日 - 11月3日 | 「今年もホンマにリハしかせぇへんで!」SUPER EIGHTリハーサル見学会 | - Aichi Sky Expo（愛知県） - 朱鷺メッセ（新潟県） - エコパアリーナ（静岡県） - マリンメッセ福岡（福岡県） - 横浜アリーナ（神奈川県） - Asueアリーナ大阪（大阪府） - 真駒内セキスイハイムアイスアリーナ（北海道） |